# Ara Pacis
Vous lisez un « bon article » labellisé en 2014.
L’Ara Pacis (Ara Pacis Augustae, « Autel de la Paix Auguste ») ou Autel de la Paix est un monument de la Rome antique édifié par le premier empereur romain, Auguste, entre 13 et 9 av. J.-C., en l'honneur de Pax, la déesse de la Paix. Le sénat en décida la construction après son retour victorieux de Gaule et d'Espagne. Il se trouve sur la Via Flaminia dans la zone septentrionale du Champ de Mars, dédiée à la célébration des victoires romaines. C'est un lieu symbolique du retour à la paix car c'est là que les soldats et leur commandant, de retour de leur campagne militaire, effectuent les rites qui clôturent leur activité guerrière.
À l'époque, il s'agissait également d'un outil de propagande pour augmenter le prestige d'Auguste encore davantage. Ce monument est l'un des exemples les plus importants de l'art à l'époque du principat d'Auguste : il est destiné à symboliser la paix retrouvée grâce à lui, après les angoisses des guerres civiles du dernier siècle de la République romaine. Auguste fit également construire d'autres monuments dans la partie nord de la ville de Rome, dont son mausolée et un gigantesque cadran solaire, l'Horologium Augusti. 
Pendant l'Antiquité tardive et le Moyen Âge, l'autel est peu à peu enterré sous quatre mètres de vase, apportée par les inondations du Tibre.
Le monument est redécouvert au XVIe siècle et des fouilles sont entreprises au XIXe siècle. De nouvelles fouilles d'envergure, en 1937-1938, conduisent à une reconstitution de l'édifice non loin de son emplacement originel, à proximité immédiate du mausolée d'Auguste. Il est utilisé à des fins de propagande par le régime fasciste de Mussolini. Le lieu d'exposition fait l'objet d'une profonde réfection et d'une réorganisation au début des années 2000.
Bien que les vestiges fassent partie des très rares éléments d'époque augustéenne dont nous pouvons avoir une vision globale satisfaisante, les chercheurs sont divisés sur l'importance à leur donner dans l'histoire de l'art.

## Étymologie et histoire

### Étymologie
Le nom de l'autel provient du titre que le Sénat donne à Octave en 27 av. J.-C. : Auguste. Le mot latin pacis vient de l'un des objectifs que s'est donné le nouvel empereur : rétablir la paix sur terre. Les Romains dès leurs débuts honoraient d’un culte des abstractions personnalisées comme la Concorde, la Bonne Foi (Fides) ou la Chance. La divinisation de la Paix est plus récente, et apparaît pour la première fois sur des monnaies romaines l’année de la mort de Jules César. La consécration d’un autel à la Paix reprend cette innovation.
L’adjectif « Auguste », qui qualifie également Octave, a une valeur positive très marquée : ce mot, de la même racine que augures, qualifie « ce qui donne les présages favorables assurant le développement d'une entreprise ». La Pax Augusta est donc prometteuse.

### Histoire antique

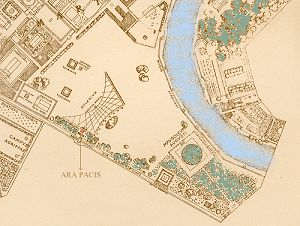
Horologium et Ara Pacis localisés sur un plan de Paul Bigot

Deux autels furent consacrés à Auguste par le Sénat de son vivant : l'autel de la Fortuna Redux, le long de la Via Appia érigé lors de la restitution des enseignes par les Parthes, en 19 av. J.-C. et qui était l'objet d'une commémoration annuelle dans une fête dénommée Augustalia, et l'autel de la Paix. Le souhait initial du Sénat était de célébrer l'empereur par un autel dédié au sein de la Curie, cet honneur étant refusé par l'intéressé, « car la paix, pax, est un bienfait octroyé par les dieux […] et non pas un être divin ». Le nom d'Auguste rappelle cependant son rôle dans la fin des angoisses des guerres civiles du Ier siècle.
Auguste lui-même évoque la création de l'autel dans le texte des Res Gestae, dont l'exemplaire original sur bronze était situé à proximité du mausolée qu'il fit construire pour abriter les dépouilles des membres de sa famille. Dans ce texte visant à récapituler les grandes œuvres de l'empereur à sa mort, Auguste raconte le contexte de création de la construction alors qu'il revient d'Hispanie et de Gaule après trois ans d'absence. Pendant ces trois ans, il a mené des opérations de pacification et a organisé les provinces du sud de la Gaule : 

« Lorsque je suis revenu d’Hispanie et de Gaule après avoir heureusement réglé les affaires dans ces provinces, sous le consulat de Tiberius Nero et de Publius Quintilius, le Sénat décida en l’honneur de mon retour de consacrer un autel à la Paix Auguste près du Champ de Mars, autel sur lequel il décréta que les magistrats, les prêtres et les Vierges vestales procéderaient à un sacrifice anniversaire »

— Auguste, Res Gestae, 12.

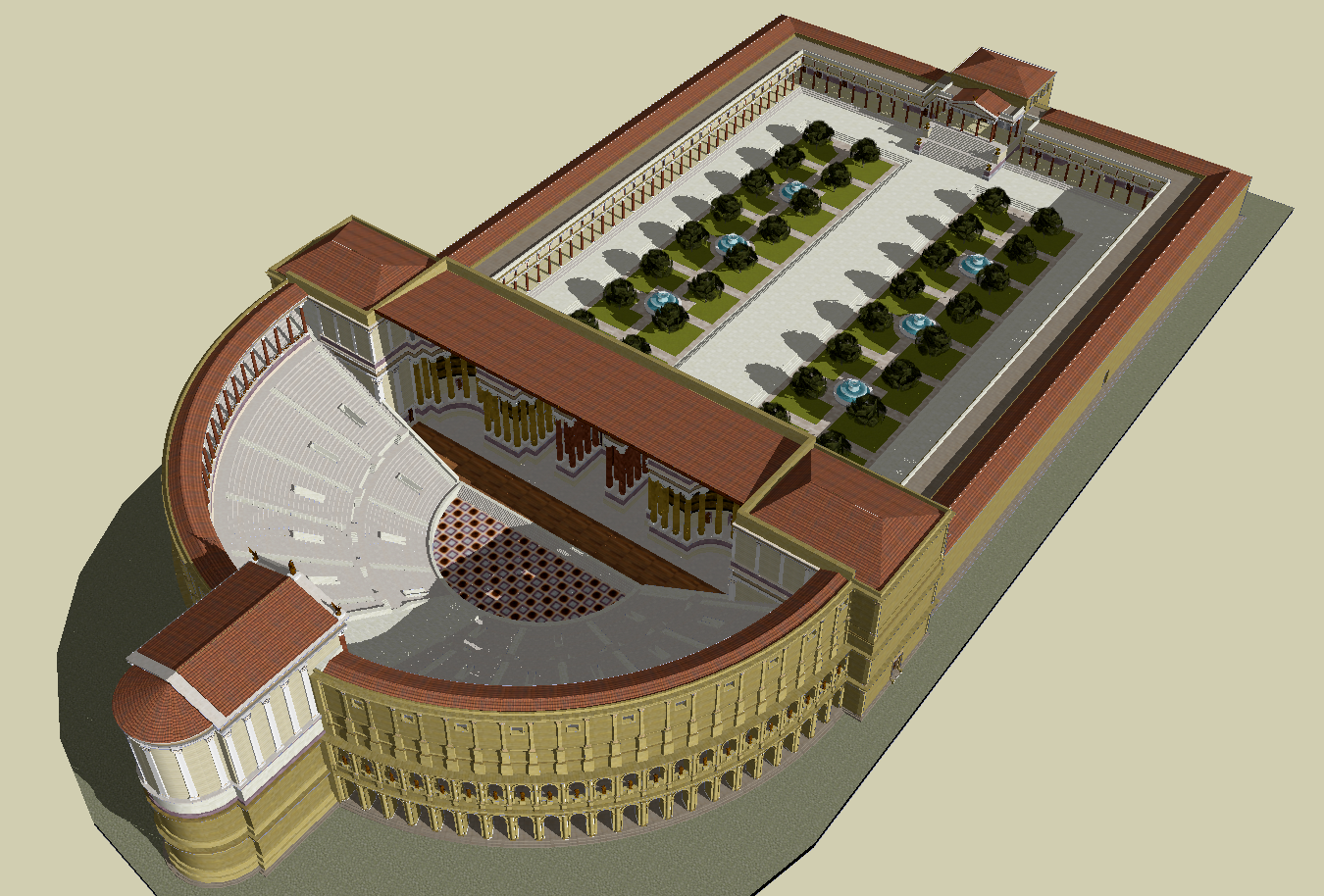
Image de synthèse reproduisant le théâtre de Pompée, monument emblématique des premières constructions politiques sur le Champ de Mars.

L'autel est placé sur le Champ de Mars, à la limite du pomerium, « limites religieuses de la ville ». Cet espace faisait l'objet d'opérations d'urbanisme depuis la fin de la République en particulier par « ceux qui aspiraient au pouvoir ». Parmi les premières constructions liées à ce mouvement, le théâtre de Pompée peut être cité. Auguste commence dès 31 av. J.-C. la construction de son mausolée.
Deux dates relatives à la mise en place de l'autel sont connues par les sources antiques. La première, indiquée sur les Fastes d'Amiternum, est le 4 juillet 13, qui marque la décision du Sénat pour la construction (constitutio) d'un autel dédié à la Pax Augusta. La seconde, le 30 janvier, est donnée par Ovide et célèbre la consécration de l'autel, sa dedicatio au vainqueur d'Actium,, date confirmée par les Fastes de Préneste qui précisent que c'est sous le consulat de Drusus et Crispinus, c'est-à-dire en 9 av. J.-C. La cérémonie de consécration solennelle aux dieux marque le début du fonctionnement de l'édifice, en 9 av. J.-C.,. La date a son importance car c'est le jour de l'anniversaire de l'épouse d'Auguste, Livie : l'aspect dynastique s'en trouve nettement souligné. L'autel réalisé ne fait pas l'objet d'une description dans les écrits de l'époque impériale qui nous sont parvenus.
L'Ara Pacis Augustae est situé sur le Champ de Mars, lieu d'entraînement des soldats, sur la Via Flaminia (aujourd'hui la Via del Corso), à l'extérieur des limites de la ville augustéenne,. Cette voie romaine partait de Rome en direction du nord de l'Italie et a été construite sur ordre de l'empereur Auguste. De l'autre côté de la voie se trouvait peut-être un autre autel augustéen, l'Ara Providentiæ Augustæ. Non loin de là se trouvait l'Horologium Augusti, cadran solaire géant dont le gnomon était un obélisque de Psammétique II.
Les noms des artistes qui ont participé à l'élaboration du bâtiment et des décors ne sont pas connus mais le style artistique laisse penser à des artistes venus de l'Orient hellénistique, peut-être un sculpteur provenant d'Aphrodisias, en Carie.
L'autel n'est pas mentionné par la suite dans les sources littéraires ou les inscriptions, si ce n'est une représentation sur des monnaies de l'époque de Néron. La topographie du Champ de Mars change au IIe siècle et, quelques décennies après la construction, le niveau du sol s'élève massivement du fait des débordements fréquents du Tibre. Dès 123, l'autel est isolé par un mur de brique pour prévenir l'enfouissement mais cette protection n'est pas suffisante et l'édifice est peu à peu recouvert entre les IIe et IVe siècles. Un palais, le Palazzo in Via in Lucina, est construit à l'emplacement de l'autel à la fin du XIIIe siècle par le cardinal Hugh of Evesham.

### Redécouverte

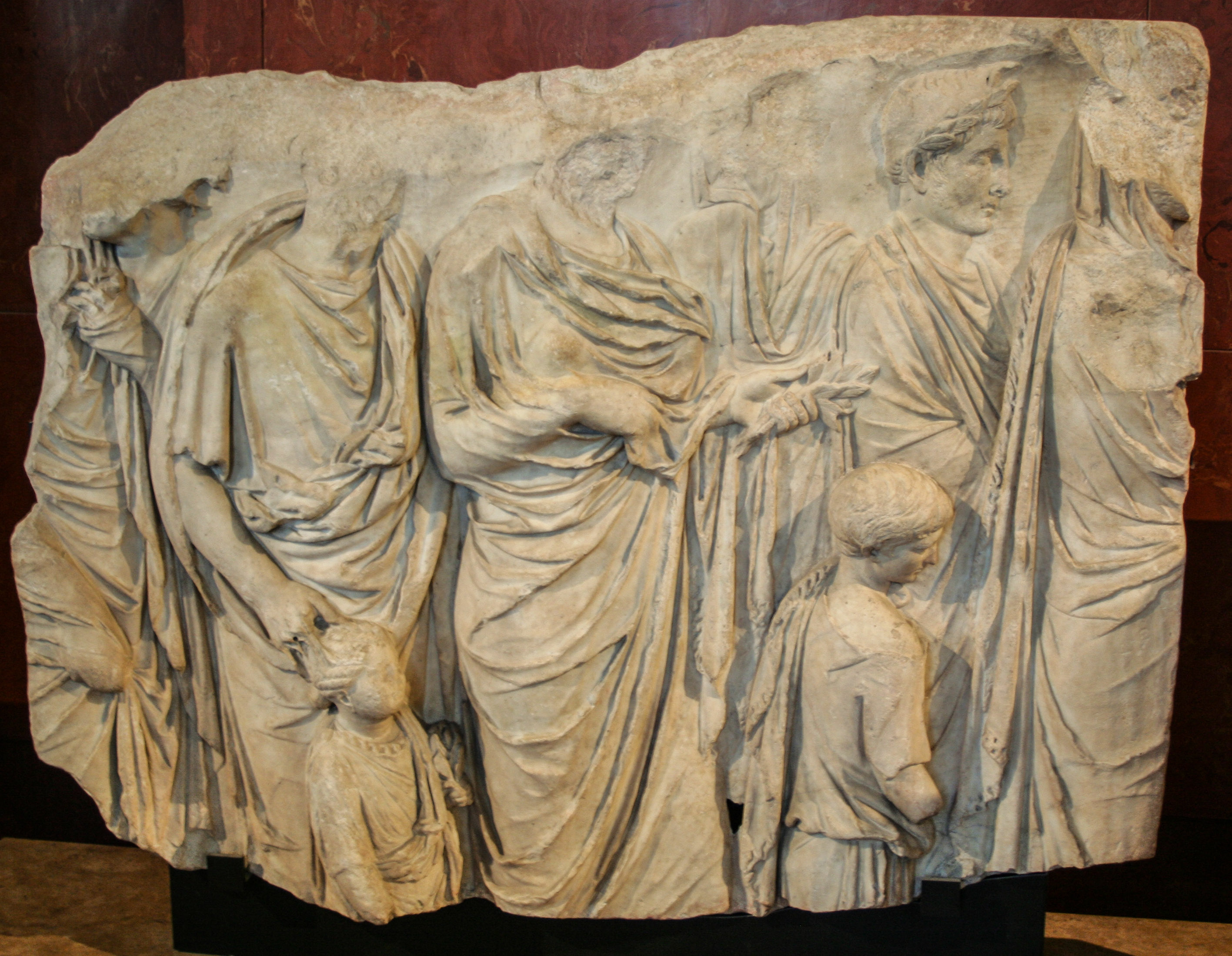
Fragment de lAra Pacis au musée du Louvre, 1.14 m de haut, 1.57 m de long.

Vers 1536, Agostino Veneziano réalise une plaque, aujourd'hui perdue, d'une partie du relief : cette plaque présente un cygne aux ailes déployées et une frise à rinceaux d’acanthe, aux analogies évidentes avec l'Ara Pacis.
En 1568, neuf blocs du mur d'enceinte du bâtiment sont découverts dans la cour du Palazzo in Via in Lucina et achetés par la famille Médicis. Ces éléments de marbre étaient alors réputés faire partie de l'arc de Domitien. Les blocs latéraux étaient décorés et en relief, mais ils étaient coupés en deux dans le sens de la longueur. Les blocs qui furent transférés dans la capitale des Médicis à Florence sont par exemple le relief dit de Tellus, la procession (grand bloc droit) et le deuxième bloc du grand côté gauche. Le fragment gauche de la procession provient du Vatican et est offert en 1954 à l'État italien. Aujourd'hui, ce fragment et le verso de ce dernier se situent dans le bâtiment moderne qui abrite l'Ara Pacis.
Pendant que les fragments de Florence et du Vatican étaient assemblés, d'autres fragments non complétés du bâtiment étaient dispersés en Europe, par exemple celui acheté en 1863 par le musée du Louvre et issu de l'ancienne collection Campana. En 1859, la base de l'autel et un autre fragment furent découverts par hasard en renforçant les fondations du Palazzo Ottoboni : ce dernier représentait Énée et une tête de Mars du relief du Lupercal. Le fragment fut transféré à Vienne et ne revint que beaucoup plus tard à Rome.
Friedrich von Duhn identifie la construction en 1879 comme l'Autel de la Paix. De nouveaux fragments sont retrouvés en 1894. Une première reconstitution graphique de l'ensemble est faite en 1902 par Eugen Petersen, mais les fouilles des années suivantes ne permettent pas de confirmer sa proposition. Une nouvelle campagne de fouilles est mise en place en 1903. Cette dernière permet la réalisation du plan de l'infrastructure antique qui dans le même temps fut partiellement reconstruite. Dès juillet 1903, les fouilles cessent pour ne pas menacer la stabilité du palais alors que seule la moitié de l'autel avait été explorée,.
La décision de reprise des fouilles date de février 1937. Les fouilles définitives ont lieu en 1937-1938. Réalisée avec les techniques de fouilles archéologiques les plus modernes de l'époque, en particulier par une technique permettant de geler le sol gorgé d'eau, cette campagne permet de mettre définitivement au jour une « grande partie » de l'autel, en particulier deux côtés de l'enclos, dont l'un en très bon état de conservation. Ces travaux prennent place dans le cadre de la commémoration par le régime mussolinien du bimillénaire d'Auguste ; au même moment, le mausolée du fondateur de l'Empire est dégagé.
L'identification de von Duhn reste admise, malgré les doutes émis en 1960 par Stefan Weinstock.

### Mise en valeur et musée
La décision est prise de reconstruire l'autel dès le 20 janvier 1937, mais ni à son endroit primitif ni en respectant son orientation d'origine : il est reconstruit entre le Tibre et le mausolée d'Auguste, avec un angle de 90° par rapport à l'orientation initiale.
Le pavillon destiné à accueillir l'autel est construit entre juin et septembre 1938 « là où le pouvoir fasciste lui a trouvé sa localisation la plus prestigieuse, au bord du Tibre, en face du Mausolée d'Auguste », l'ensemble étant inauguré par Benito Mussolini le 23 septembre,. Pour tenir les délais, le projet initial est simplifié, les matériaux choisis étant le béton et le faux porphyre. Cette simplification, considérée de prime abord comme provisoire, fut définitive du fait du coût financier et de la montée des périls précédant la Seconde Guerre mondiale.

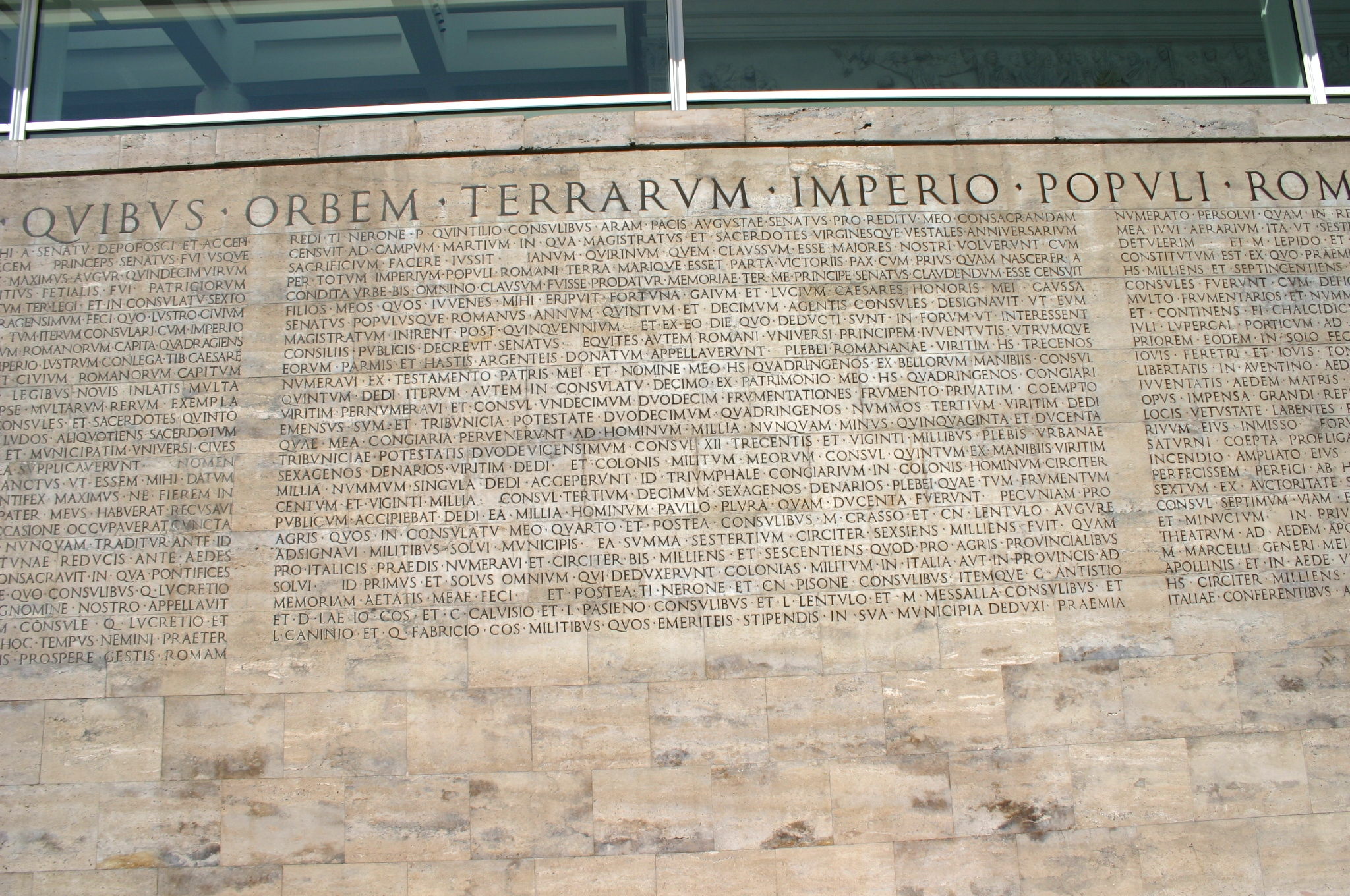
Détail de la restitution de 1938 des Res Gestae, conservée dans le bâtiment de 2006. L'autel est mentionné à la première ligne.

La décision de laisser la frise du piédestal dans son état de découverte est prise lors de l'étape de reconstruction. Aujourd'hui, la frise n'est pas complète, car seuls quelques fragments ont été découverts, et certains fragments partiels, comme la personnification des provinces romaines ou des peuples barbares voisins de l'Empire n'ont pas été transférés dans le nouveau bâtiment.
Lors de la Seconde Guerre mondiale, les vitres sont démontées et un mur pare-éclats est mis en place. Les travaux de remise en état du bâtiment abritant l'autel, commencés dans les années 1950, s'achèvent en 1970. L'autel fait l'objet d'une restauration d'envergure dans les années 1980 ; cependant, dès 1995, le constat est alarmant : l'autel se dégrade par la pollution, l'amplitude thermique et l'hygrométrie.
Depuis 2006, un bâtiment moderne, objet de controverse, conçu par Richard Meier abrite le nouveau musée de l'Ara Pacis protégeant le monument reconstruit et limitant son exposition aux rayons du soleil. L'éclairage diffus qui prévaut actuellement donne au relief un aspect calcaire qui permet aux ajouts en plâtre de se confondre avec les fragments originaux. Duret et Néraudau quant à eux, le considèrent comme « une belle pièce de collection placée sous vitrine ».

## Description architecturale

Plan de l'autel et de son enceinte.

L'autel a une forme traditionnelle dans le monde romain, et donc est une « référence archaïsante » avec une mensa encadrée de montants, mais avec éléments décoratifs grecs. Bianchi Bandinelli considère que les deux éléments de l'autel, l'autel au sens strict et son enceinte, ne s'accordent pas en un ensemble homogène.

### Enceinte

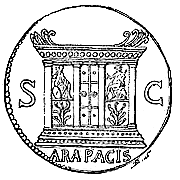
Dessin ancien d'une pièce de monnaie romaine en bronze de Néron représentant l'autel de la Paix. Ref. C27

L'autel de la Paix se compose de murs d'enceinte entourant un autel sacrificiel qui s'élève sur trois marches.
L'enceinte, qui reposait initialement sur un socle peu élevé, est de forme rectangulaire. Elle mesure 11,65 m sur 10,625 m avec deux portes larges de 3,60 m sur les côtés est et ouest. Les représentations de l'autel sur les monnaies de Néron montrent que l'édifice était muni d'acrotères qui ont totalement disparu. Les parties externes étaient en marbre provenant à l'époque des carrières de Luni, c'est-à-dire aujourd'hui le marbre de Carrare.
L'enceinte est un téménos ou un templum. Une fois défini par les augures, l'espace était clos de palissades. Les murs d'enceinte semblent séparer le domaine de cette divinité de celui des autres dieux. L'Ara Pacis Augustae semble constituer une exception architecturale dans les bâtiments de la religion romaine, car ce type de bâtiments est généralement constitué d'une seule porte, mais l'autel de la paix en possède deux, orientées dans un axe est-ouest. Des pièces de monnaie de l'époque nous indiquent que le bâtiment était fermé par des portes doubles, mais aucune trace archéologique de ces dernières n'a été trouvée à ce jour.

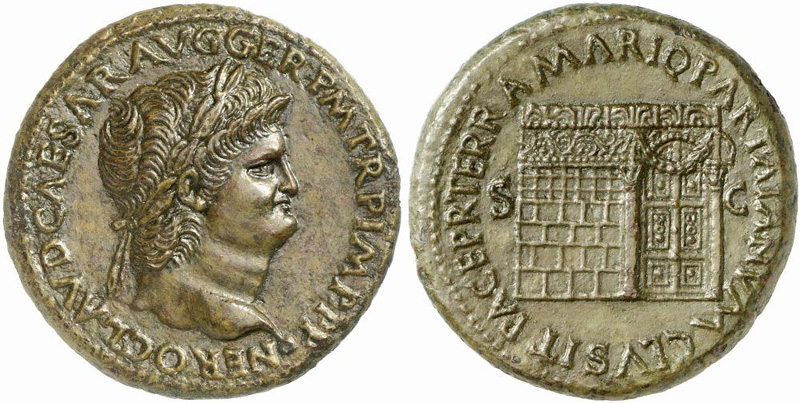
Sesterce (côté revers) de 65-66 sous le règne de Néron représentant le temple de Janus à Rome.

L'existence des deux portes pourrait être liée à un autre bâtiment religieux très important dans la Rome antique : le temple de Janus sur le Forum Romanum, fondé par le roi Numa Pompilius. Ce bâtiment rectangulaire possédait également deux portes d'accès : une orientée en direction de l'est et une autre en direction de l'ouest. Ce caractère en faisait un « lieu sacré du passage de la guerre à la paix ». Les deux portes de l'autel de la paix avaient sans doute une finalité cultuelle : le prêtre venait de l'ouest et se tournait vers le soleil levant à l'est alors que la foule se tenait sur le Champ de Mars ; l'empereur, la famille impériale et les magistrats utilisaient également cet accès. L'entrée de l'est était destinée aux victimes et victimaires.
La zone autour du bâtiment était pavée. L'entrée principale se situait sur le Champ de Mars, en montant un escalier de neuf marches. La seconde entrée permettait l'accès au lieu au niveau du sol et était localisée sur la Via Flaminia. La surface interne de l'autel devait être constituée par des blocs de travertin de forme carrée. Les murs étaient percés de quatre fentes sur les deux côtés les plus longs de l'infrastructure et de deux seulement sur les côtés les plus courts. Ces fentes permettaient l'évacuation de l'eau de pluie puisque l'autel de la Paix n'avait pas de toit.

### Autel

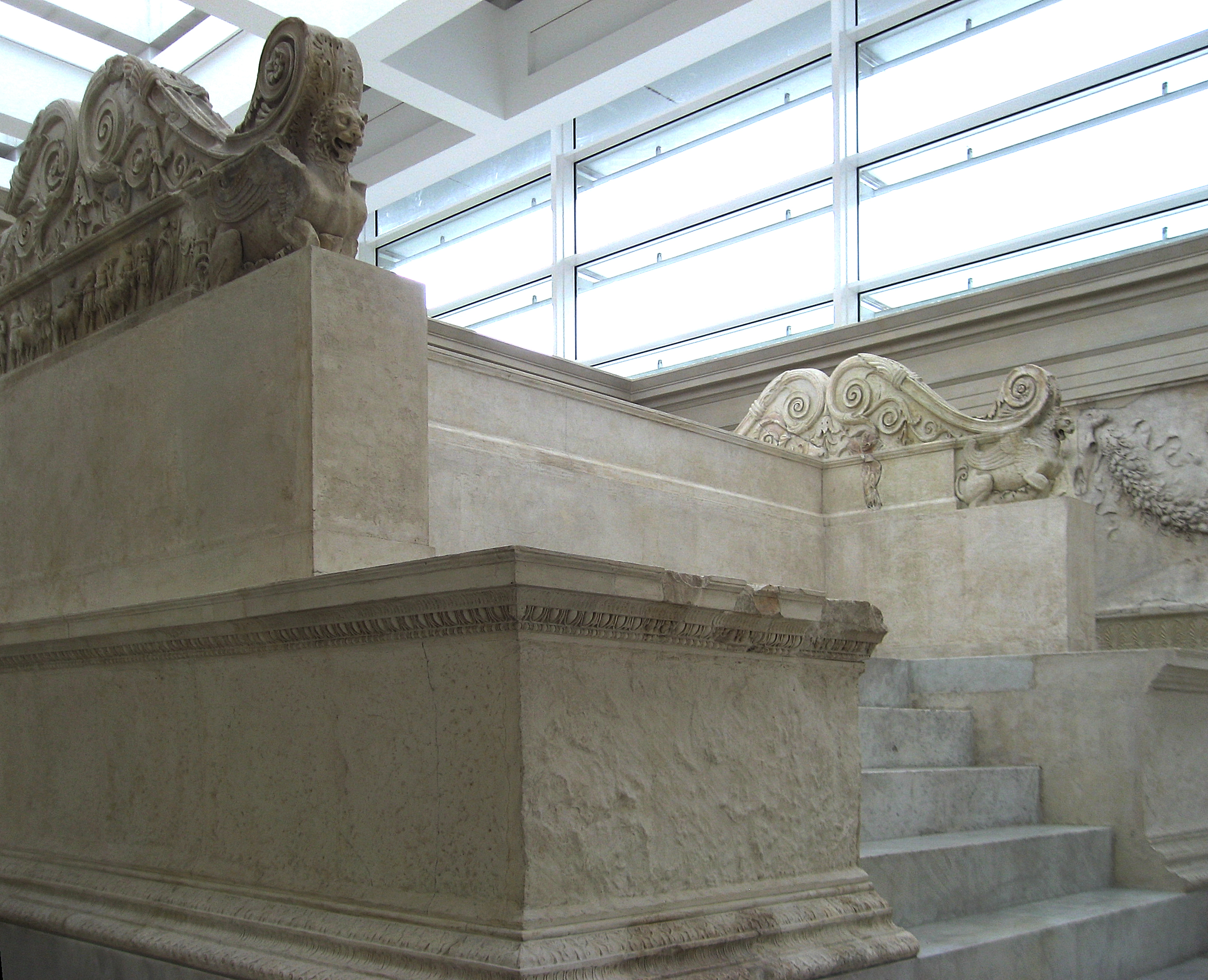
Vue de la table d'autel.

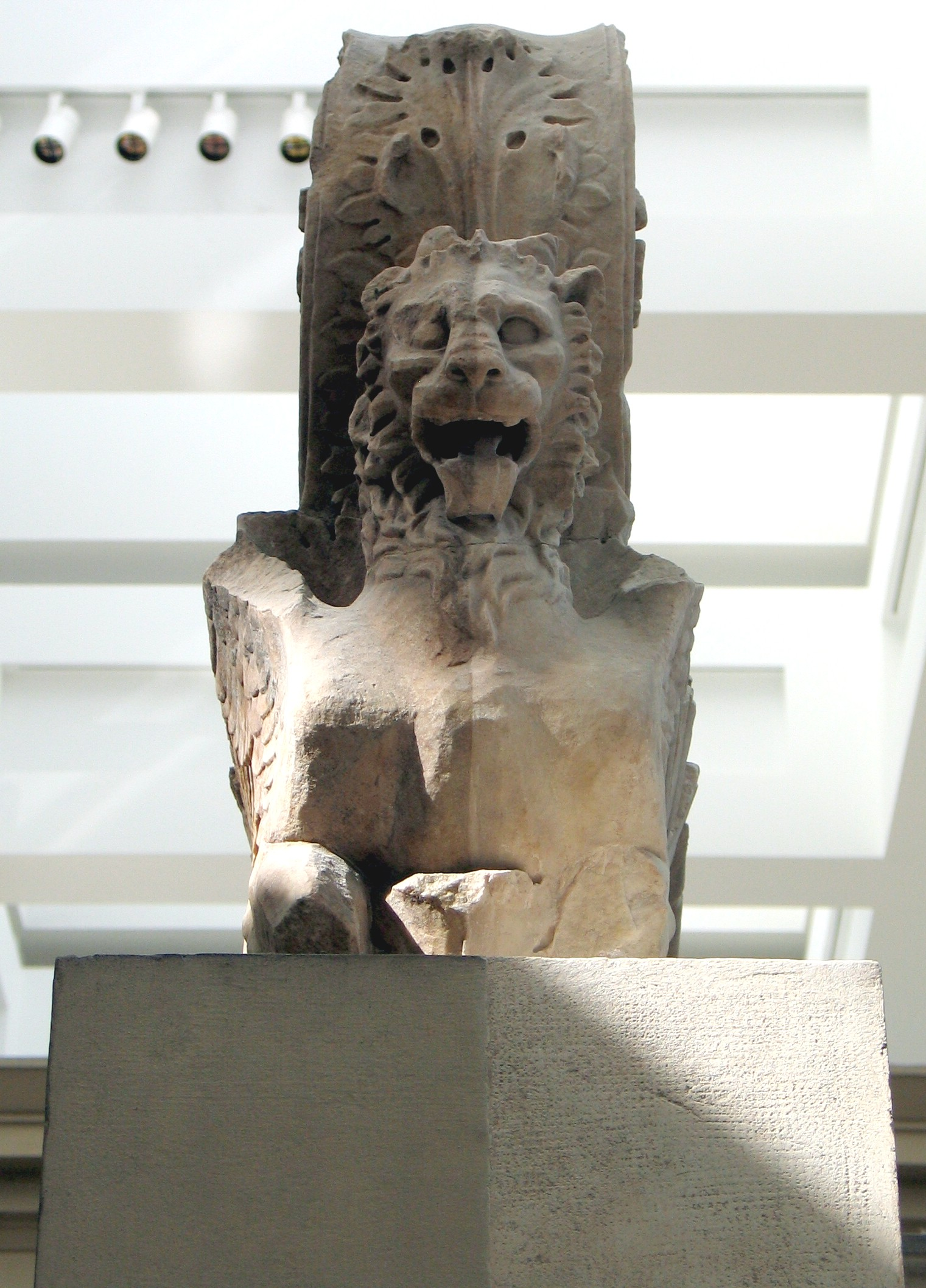
Un des lions-griffons restaurés de l'autel.

L'autel occupe la majeure partie de l'espace de l'enceinte. Il est placé au centre et trois marches y mènent sur chacun des côtés sauf sur un des côtés, destiné au prêtre officiant, pourvu de huit marches.
L'accès à la table d'autel se faisait au moyen de cinq marches sur le côté ouest. La personne qui offrait le sacrifice se tenait à côté de la table de l'autel. La largeur de cette dernière est déterminée par les ornements qui sont présents de chaque côté : ceux de droite sont fragmentaires et ceux de gauche sont encore intacts aujourd'hui. Aux quatre angles de la table, se trouvent quatre lions-griffons, tournés vers l'extérieur, avec des ailes en forme de croissant, une gueule ouverte et deux cornes sur la tête (une des cornes nous est parvenue intacte sur l'un des lions-griffons). Chaque lion-griffon soutient l'extrémité de feuilles d'acanthe, comme dans l'art oriental de cette époque. Deux lions sont situés sur chaque paroi encadrant la table d'autel. Les feuilles donnent une indication de la manière dont les côtés de l'autel pouvaient être décorés.
Les éléments d'architecture sur les murs extérieurs de l'autel lui-même sont réduits au minimum. Les pilastres d'angle sont lisses à l'intérieur et décorés à l'extérieur avec un motif de candélabres. Ce style architectural pourrait correspondre à une phase transitoire dans l'art architectural de la Rome antique.
Seul un des côtés de l'autel a été retrouvé. Il porte une frise. Des fragments d'une autre frise située sur la base ont également été mis au jour.

## Décors sculptés

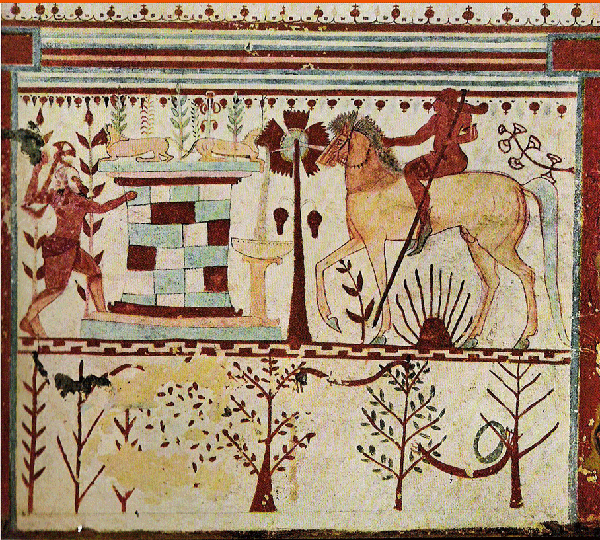
Fresque de la tombe des Taureaux de la nécropole de Monterozzi, Guet-apens de Troïlos par Achille, 540-530 av. J.-C., in situ.

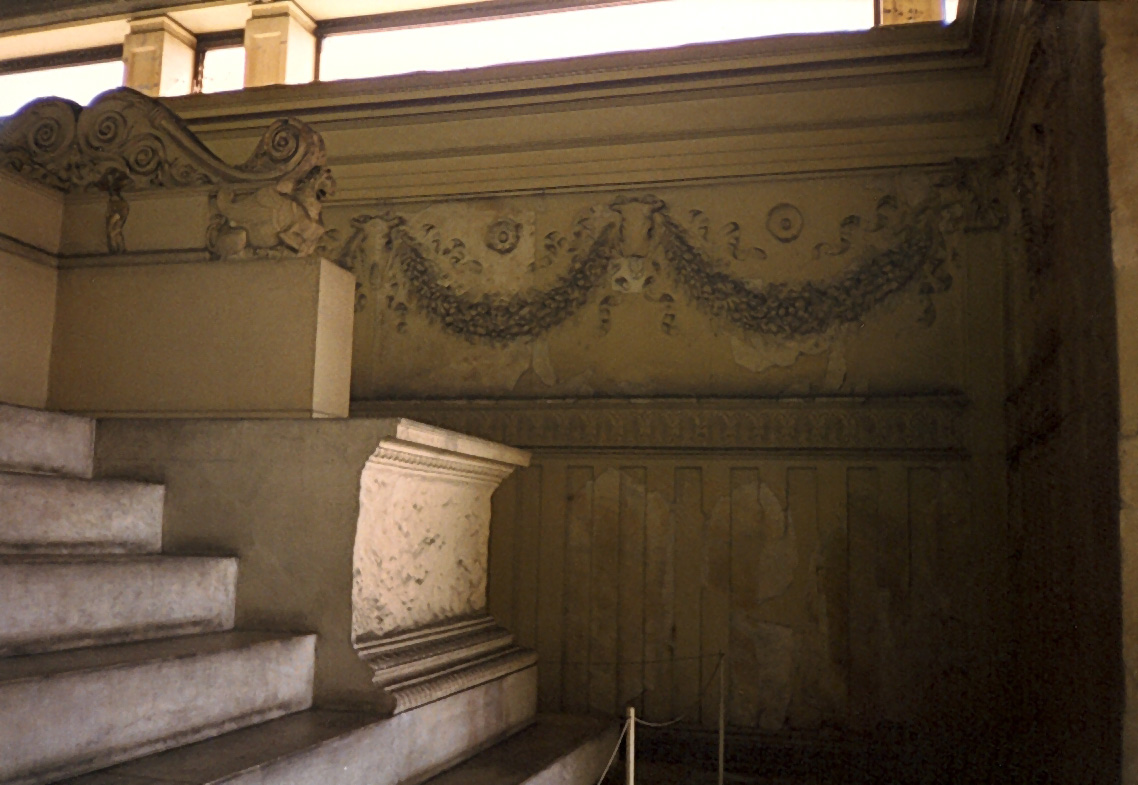
Intérieur de l'enceinte, remarquer le décor de guirlandes et de bucranes.

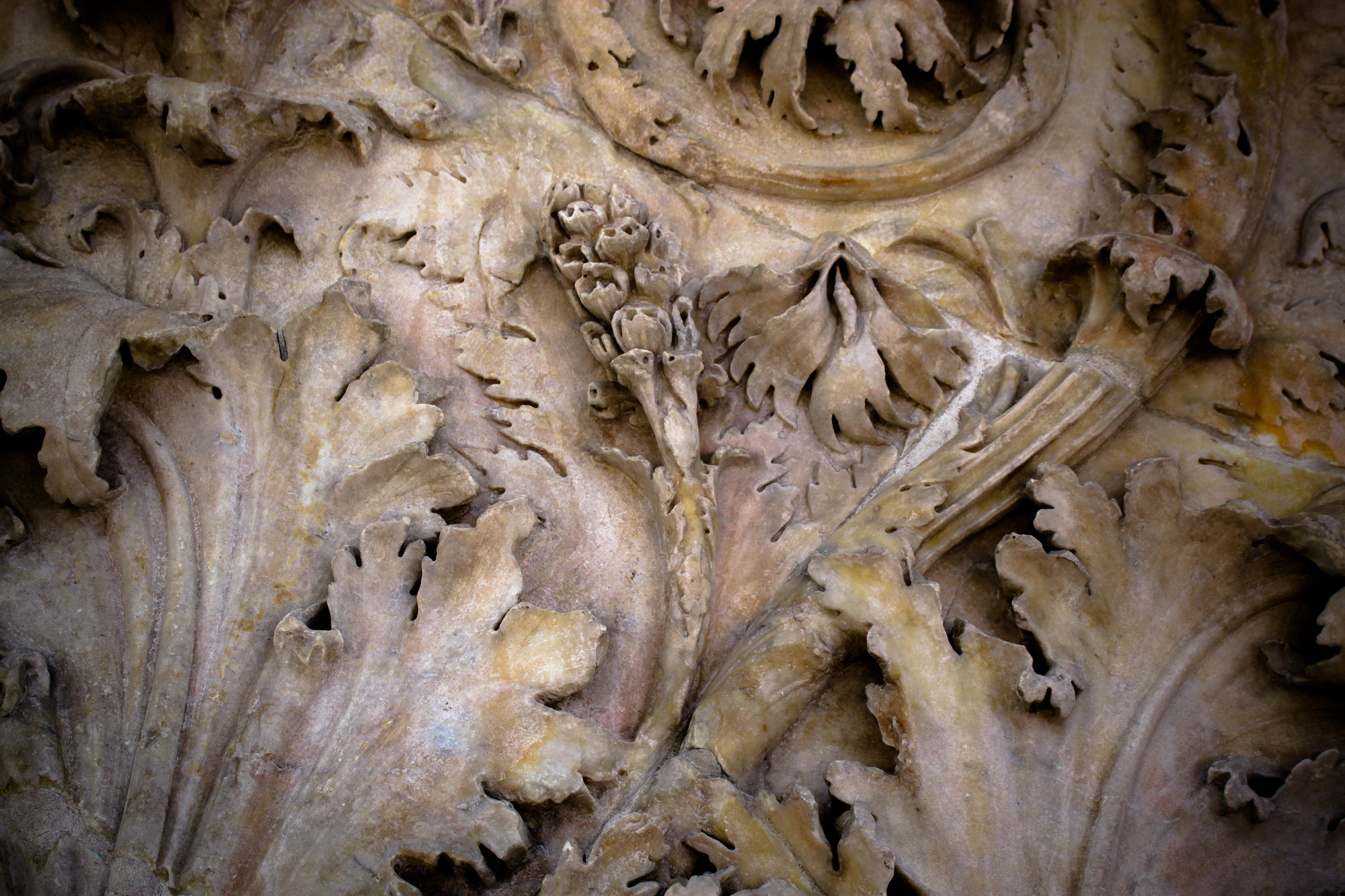
Détail végétal.

Le décor de l'enceinte constitue selon Ranuccio Bianchi Bandinelli « l'intérêt du monument » et « témoigne d'un art de la sculpture vraiment magistral ». Bianchi Bandinelli considère que les reliefs étaient probablement polychromes et que l'ensemble « manque de logique structurale et d'organicité ».
La décoration extérieure est organisée en deux registres, un niveau inférieur avec des décors végétaux et un registre historié. Bianchi Bandinelli souligne que cette juxtaposition de figures et d'éléments végétaux existe auparavant dans les peintures étrusques comme celles de la tombe des Taureaux dans la nécropole de Monterozzi.
Avec ses portes, l'autel présente deux surfaces importantes au nord et au sud, et deux panneaux sur les côtés est et ouest « conçus en tant que tableaux ». Des deux côtés des portes sont placés des reliefs relatant l'origine de Rome : les Lupercales, le sacrifice d'Énée, la personnification de la Terre et de Rome. Des frises sont présentes sur les longs côtés. Sur la partie haute des deux côtés les plus longs (sans porte) est représentée une longue procession guidée par Auguste accompagné d'Agrippa et Livie. Sur la partie basse des quatre côtés se déroule une frise de spirales d'acanthe et de petits animaux variés. Il n'y a pas de relation entre le décor de l'intérieur et l'extérieur de l'enceinte.

### Décors végétaux et animaliers
Le mur d'enceinte figure à l'intérieur, dans son registre inférieur, une palissade de bois comme il en existait sur l'autel des Douze Dieux de l'agora d'Athènes. Le relief de marbre est une « transposition (…) d'une enceinte provisoire ».
En outre, au-dessus de ce registre, il y a des guirlandes de fruits (encarpes) et des bucranes, ainsi que des végétaux symbolisant les « dons des quatre saisons » et des patères. Les bucranes évoquent les sacrifices dont les crânes des victimes ornaient les autels. Les guirlandes ne suivent pas le modèle grec d'une tresse d'égale épaisseur, mais s'élargissent vers le motif central, selon le goût romain des compositions centrées. Elles sont ornées de fleurs, de lierre et d'une profusion de fruits des quatre saisons pour symboliser la félicité du nouvel Âge d'or, tel que Virgile l'avait annoncé dans la quatrième Bucolique, « rappeler au spectateur que la paix d'Auguste s'étendait tout au long de l'année » et évoquent la « prospérité universelle qu'assure la Paix Auguste ».

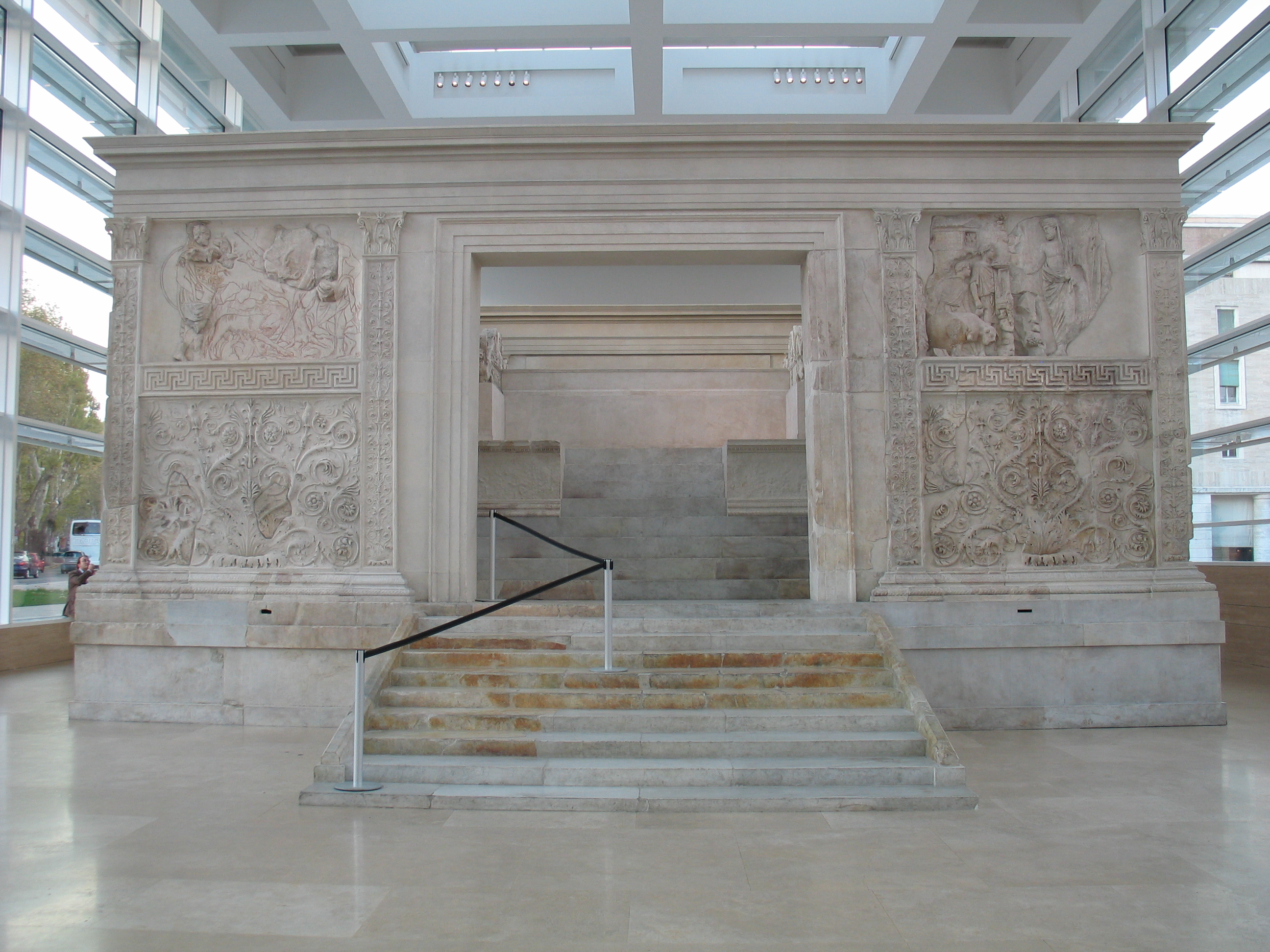
Façade et accès à l'autel
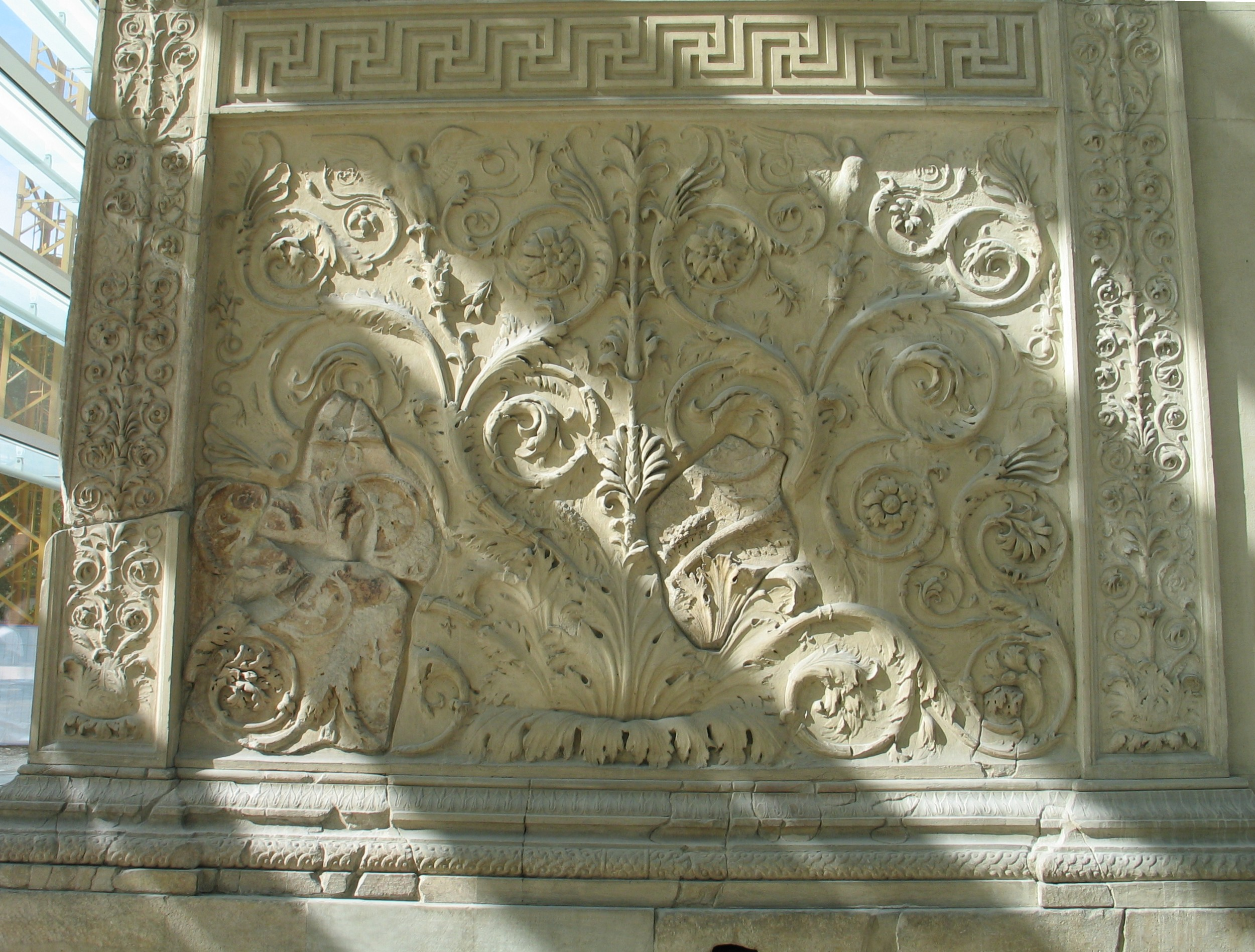
Détail de l'entrelac des rinceaux
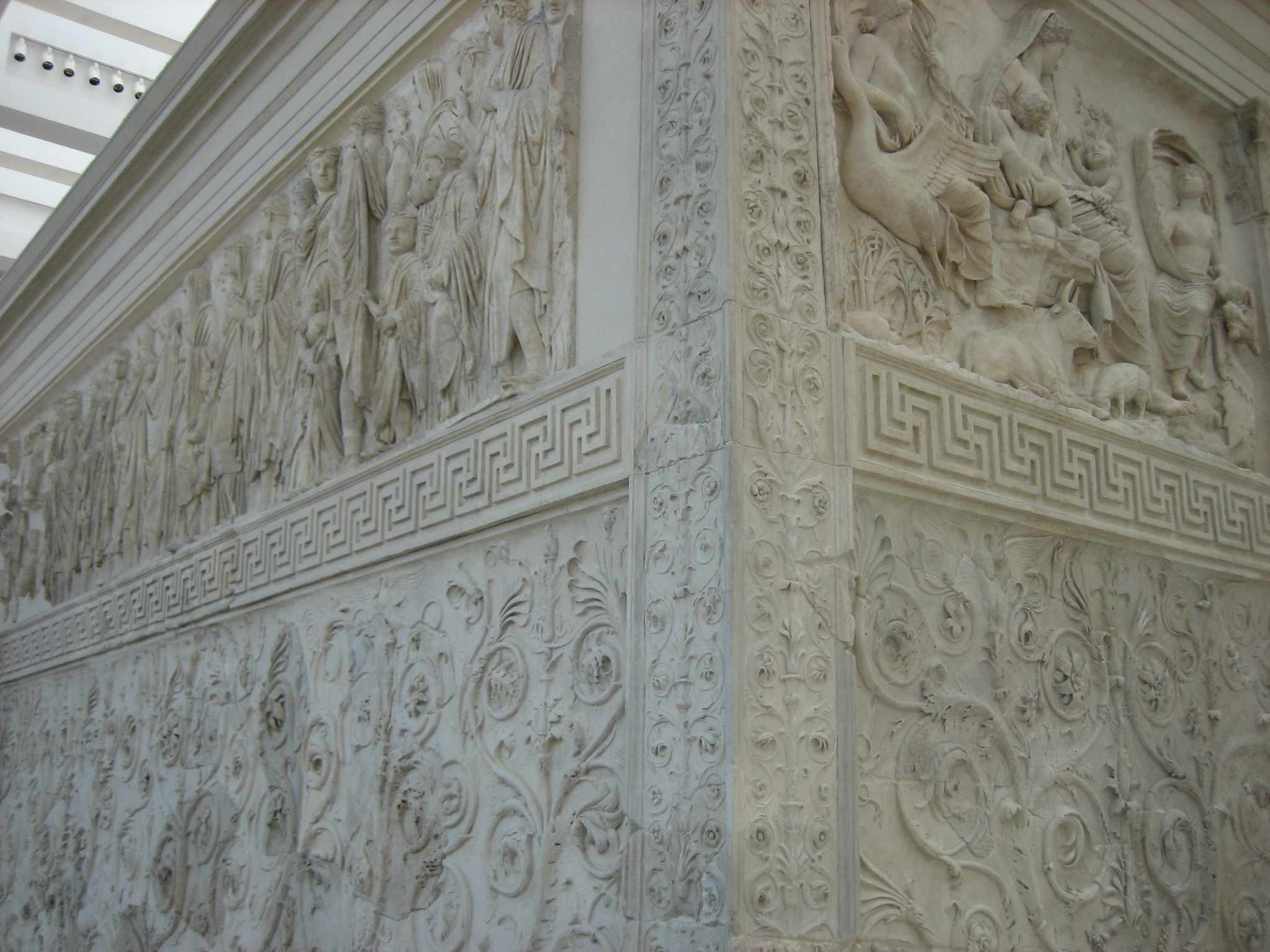
Procession vue à partir de l'angle du panneau dit de Tellus.

Le décor le plus riche est disposé sur les côtés extérieurs de l'enceinte, « là où tous peuvent le voir » car l'intérieur n'était pas accessible à ceux qui assistaient aux cérémonies. L'extérieur de l'enceinte est divisé en deux registres. Le registre supérieur est constitué par les cortèges de personnages. Quant au registre inférieur, il est décoré de végétaux et de rinceaux d'acanthe, « inépuisable jaillissement d'une nature pouvant s'épanouir dans la paix retrouvée », « à la fois strictement ordonnés et pleins de vitalité » . Entre les deux registres se trouve un beau motif de grecque. Aux angles, se trouvent deux pilastres d'angle munis d'un candélabre. Les feuilles d'acanthe sont les plus importantes en taille et en nombre par rapport aux autres plantes de la frise, elles peuvent aussi faire référence à l'exubérance de la nature dans la quatrième bucolique (v. 18-20) où « sans être cultivée, la terre répandra des lierres errant en tous sens […] et des colocases mêlées de riante acanthe » autour de l'enfant mystérieux dont la naissance annonce le retour de l'Âge d'Or. Ces feuilles, qui semblent apparaître brusquement des profondeurs humides et ombragées, où un crapaud s'accroupit sous des feuilles et où un serpent glisse vers un nid de jeunes oiseaux pourraient aussi discrêtement évoquer le paysage lacustre formé par le Mincio autour de Mantoue. Deux lézards courent également sur ces feuilles d'acanthe. Il est rare que dans l'art visuel les plantes et les animaux soient si étroitement liés.
La partie inférieure des côtés pourvus de portes possède un décor de rinceaux et de volutes savamment ouvragées en arabesques, formant un « réseau complexe [d'une] géométrie abstraite » avec de nombreux oiseaux, lézards, couleuvres et cygnes « aux ailes déployées et aux longs cous ondoyants », ces derniers oiseaux étant liés au culte d'Apollon, « dieu de l'ordre et de l'équilibre », protecteur d'Octave lors de la bataille d'Actium, scorpion, grenouille. « L'empereur, sous la protection d'Apollon, apporte à Rome la paix et la prospérité ».
Certains rinceaux d'acanthe sont reliés à d'autres végétaux, vigne ou lierre, qui ont été interprétés comme une allusion à la rivalité avec Marc Antoine ou à l'arbre généalogique de l'empereur. Ces deux interprétations sont rejetées par Baratte. Les explications diverses du décor végétal sont qualifiées pour leur part d'« exégèses (…) alambiquées » par Turcan. La composition autour du grand calice d'acanthe est « symétrique et savamment calculée ».
Les motifs sont organisés de manière symétrique autour d'une tige, cette organisation est présente également à l'époque dans les peintures murales.

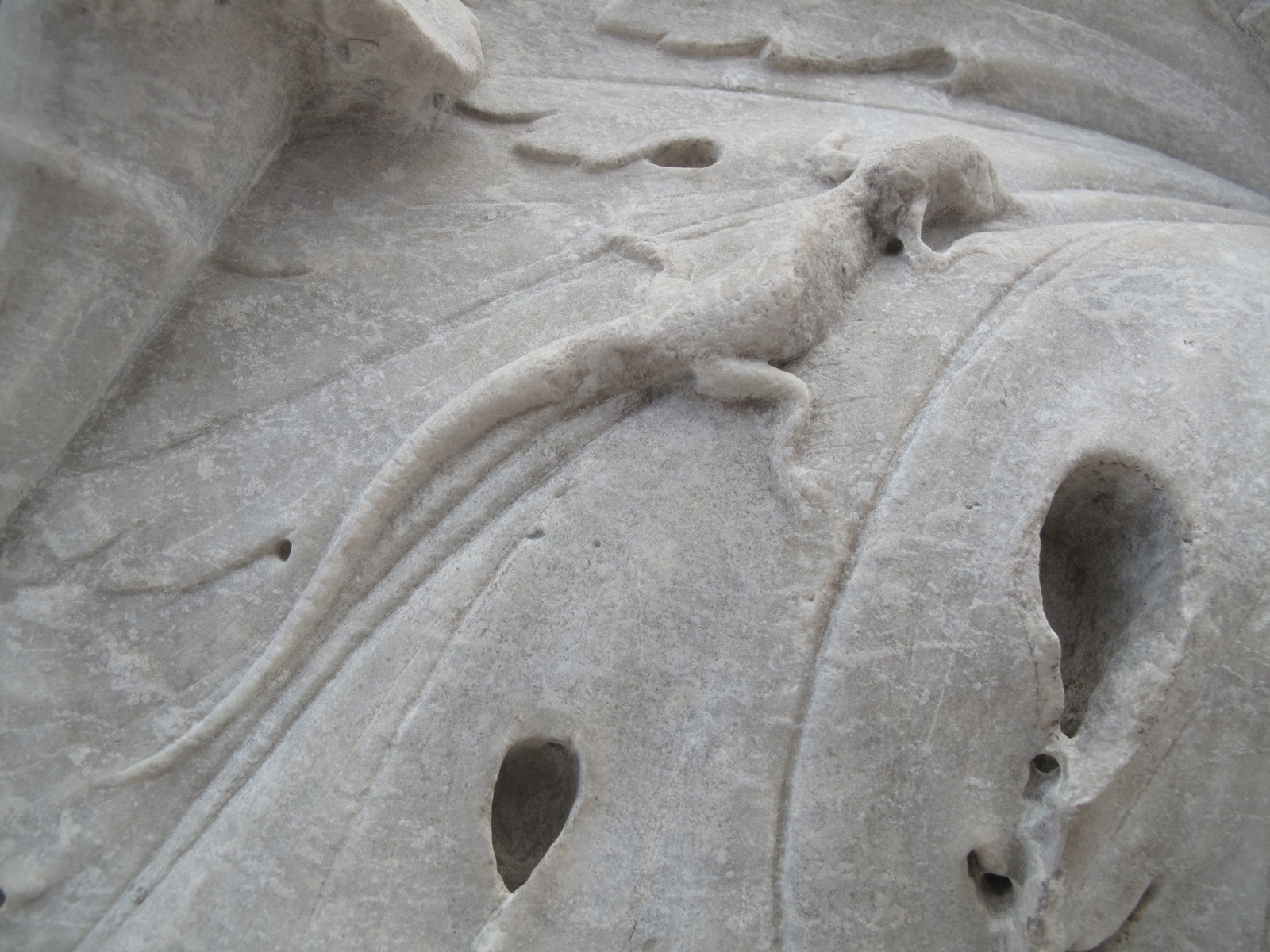
Lézard.
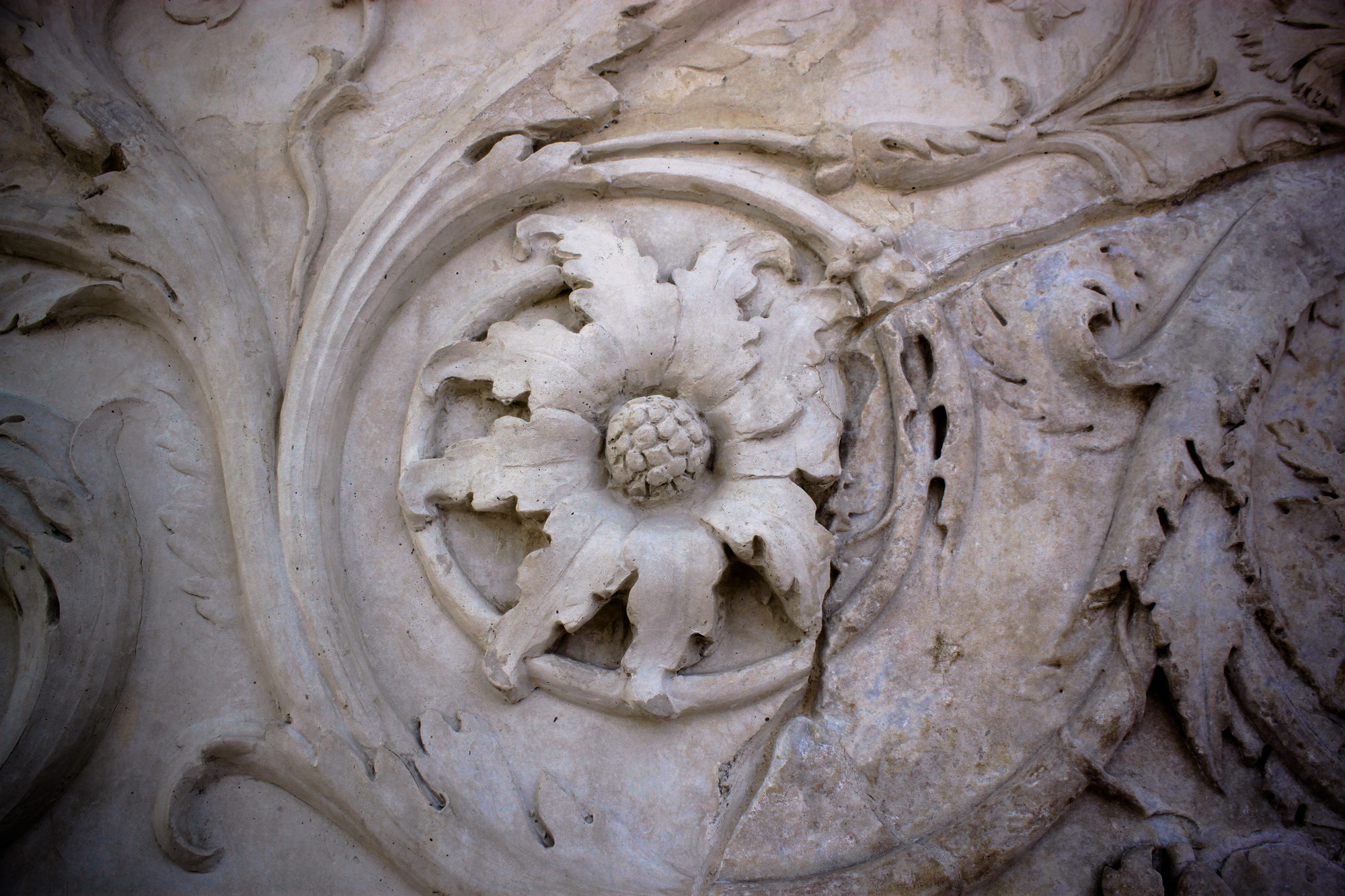
Détail du décor végétal.

### Panneaux
D'importants fragments des décors sculptés ont été retrouvés au fur et à mesure des fouilles archéologiques, hormis les panneaux de Rome assise en armes et celui de la découverte de Romulus et Rémus pour lesquels il subsiste uniquement quelques fragments(...) Les sculptures des panneaux n'ont d'autre but que d'appuyer le « message de paix et de prospérité (...) souligné par l'imagerie mythique et allégorique ». Les quatre panneaux évoquent « une symbolique générale dans laquelle la paix conduit à la prospérité de Rome ».

#### Façade orientale: panneaux de Rome et Tellus

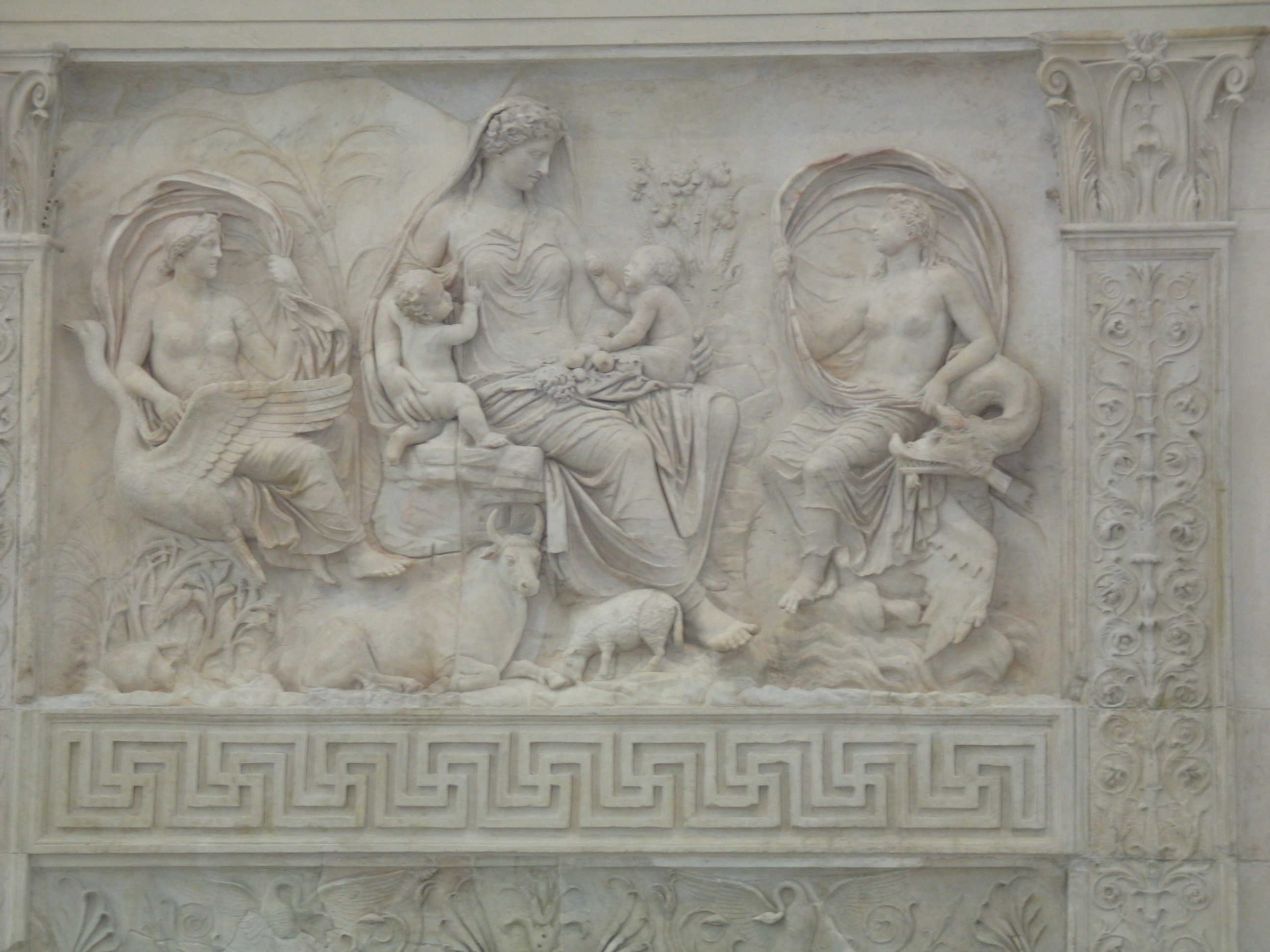
Panneau allégorique avec la Terre Mère, Tellus Mater, hauteur du panneau 1.60 m.

Vers la Via Flaminia, le panneau dit de Tellus est une « composition mythico-allégorique ».
Il représente une déesse, « aux seins généreux », voilée, assise sur un rocher et avec deux enfants dans les bras dont l'un lui tend une pomme. Dans son vêtement se trouvent des fruits, des feuilles et des fleurs. À ses pieds il y a une vache et une brebis, et deux jeunes femmes portées l'une par un animal marin (un dragon marin selon Duret et Néraudau), et l'autre par un cygne. Chacune a un voile gonflé au-dessus de la tête,. Ces deux femmes sont des personnifications de l'air et du vent selon Charbonneaux mais uniquement des vents selon Kähler.
Bianchi Bandinelli considère que les personnages, outre la divinité, représentent les eaux et les vents. Duret et Néraudau considèrent pour leur part que les jeunes femmes « représentent les vents de mer et de terre ». Cette interprétation est rejetée par Turcan car selon lui les vents ne sont jamais chevauchés sur un cygne ou un animal marin, il s'agirait de représentations d'Aphrodite Ourania ou Céleste et de Vénus anadyomène, surgie des flots.

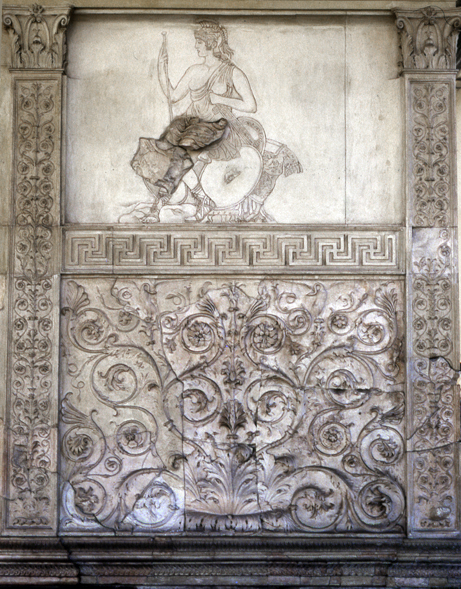
Ara pacis, détails des sculptures : déesse Rome (dea Roma).

L'interprétation de la divinité a porté débat : le panneau en entier serait une allégorie de la Terre italienne et de la fécondité de la divinité. Ramage souligne que la femme représentée pourrait être une personnification de Pax (la Paix), entourée d'allégories de la mer, de l'eau et de l'air et qui compléterait le panneau de Rome qui lui est opposé. Selon Turcan c'est Vénus Génitrix « chère à César et à la gens Iulia (…) la mère du peuple romain », « la déesse patronne un nouvel âge d'or auquel nous réfère la luxuriance du registre végétal peuplé de cygnes aphroditéens ».
Dans ce panneau, « la symétrie académique de la composition est tout à fait dans la lignée du classicisme augustéen » selon Charbonneaux, même si les motifs sont issus de modèles grecs.
Le panneau de Rome est très fragmentaire : la personnification de la cité, assise sur des armes, remet une couronne à la Paix, accompagnée d'Honos, symbole des vertus militaires. L'œuvre est une allégorie des gloires du présent, la divinité est « dominatrice et gardienne de ce monde ».

#### Façade occidentale: panneaux du Lupercal (découverte de Romulus et Rémus) et d'Énée à Lavinium

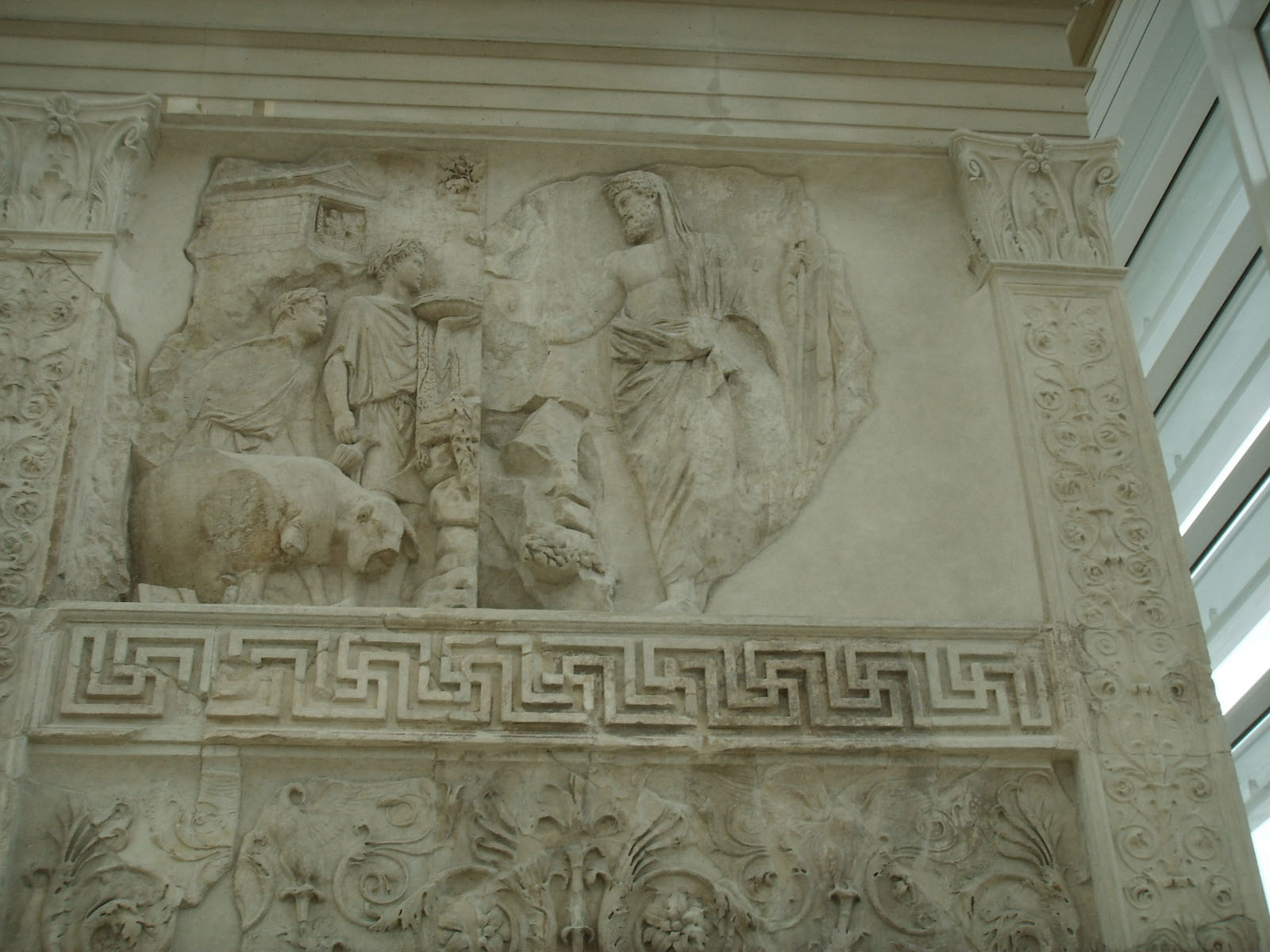
Sacrifice d'Énée

Les panneaux tournés vers le champ de Mars portent des représentations des légendes de la fondation de Rome.
Le panneau d'Énée, reprenant le chant VIII de l’Énéide, v. 81-85, représente l'ancêtre de Rome offrant son premier sacrifice d'action de grâce après son arrivée en Italie, une laie blanche découverte lors de son arrivée dans le Latium. Selon la prophétie Énée fonderait une ville là où il trouverait une truie sous un chêne avec 30 petits ; ainsi fut fondée Lavinium. Énée sacrifie la truie à Junon, ennemie de Troie, pour atténuer le courroux divin.

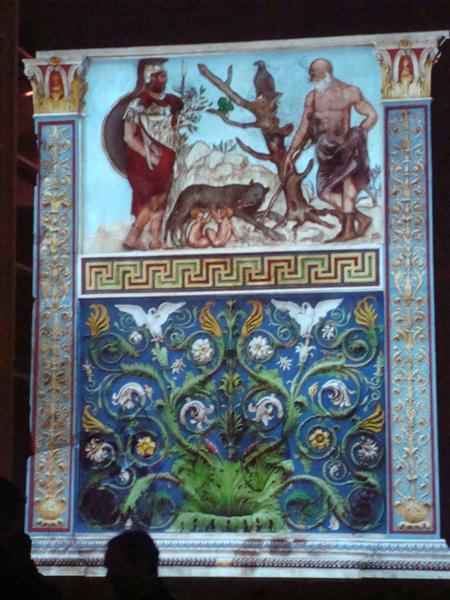
Restitution colorisée du panneau du Lupercal.

À propos du panneau du sacrifice d'Énée, Charbonneaux dit que « l'art romain nous a laissé peu d'œuvres où le sentiment religieux s'affirme avec autant de noblesse et d'émouvante simplicité ». Énée est représenté tel un prêtre, « conformément au rituel romain », tête voilé au moment où il effectue une libation sur un autel très simple ; derrière lui se trouve un personnage très fragmentaire, son fidèle écuyer Achate. La truie est située au premier plan avec deux camilles « au regard clair et ardent » et pourvus d'une couronne de lauriers. Un camille porte un plat de fruits et une cruche à libations ; en outre, il porte une serviette pelucheuse appelée mantele et propre aux rituels romains.
Les Pénates de Troie sont abrités dans un temple situé au-dessus des rochers, ce temple étant qualifié de « chapelle rustique ». Sur le fronton sont dessinés deux ustensiles de culte, une patère et un lituus, mis comme symboles de pietas (piété) et de pax deorum, « la paix des dieux [qui] fonde celle des hommes ».
La scène est localisée dans la forêt des bords du Tibre, symbolisée par un chêne. Charbonneaux suppose que les deux camilles sont des représentations de Caïus et Lucius, fils d'Agrippa et petits-fils d'Auguste. Le paysage de bois et de rochers est de style hellénistique. Dans ce relief, « la sculpture semble rivaliser avec la peinture dans la façon de rendre le paysage ». Ce panneau est aussi selon Baratte une « allusion à la piété d'Auguste » car Auguste agit comme descendant d'Énée, ancêtre des Julii. C'est aussi un hommage indirect au « pieux » Virgile, dévoué à la paix, car l'épisode représenté s'appuie sur l’Énéide. L'apparition de la truie blanche avait été annoncée en songe à Énée au début du chant VIII par le fleuve Tibre (v. 43-46) et déjà, dans les mêmes termes, par Hélénus dans le livre III (v. 390-393). Sa couleur (alba) donnera le nom de la ville que fondera Ascagne, Albe la Blanche. Ce sacrifice fondateur, tel qu'il est décrit par Virgile et représenté sur l'Autel de la Paix, marque solennellement la fin des pérégrinations des Troyens : c'est le signe que la terre promise est enfin atteinte.
Le thème du panneau fait penser à des œuvres hellénistiques et en particulier la frise de Télèphe de l'autel de Pergame.
L'autre panneau — connu uniquement par quelques fragments — représentait les deux jumeaux et la Louve, avec Mars, père des enfants, et le berger Faustulus, avec comme éléments de paysage la grotte du Lupercal et le figuier Ruminal. Était peut-être également représentée leur mère Rhéa Silvia. Dans le chant VIII de l’Énéide, Énée, qui a remonté le Tibre est accueilli par le roi Évandre sur le site qui sera un jour Rome, et qui lui montre « l'immense bois sacré que l'avisé Romulus transforma en asile et, sous la fraicheur d'une roche, le Lupercal », puis la roche tarpéienne et le Capitole alors tout hérissé de broussailles (vers 342-343).

### Frises processionnelles
Les frises sont dans un état de conservation inégal : les frises les mieux préservées se situent vers Énée et le relief de Tellus sur les deux murs les plus courts et sur le long mur gauche. L'absence d'une seule longueur disponible pour les artistes a empêché un programme de frise continue. Les deux sections de la procession sont indépendantes de même qu'entre les reliefs des longs côtés et des petits côtés. Charbonneaux considère qu'il n'y a pas de relation entre la frise et les tableaux des panneaux.
Les deux frises sont orientées de l'est vers l'ouest, orientation qui était aussi celle de la procession. Les personnages figurés, au nord les membres du Sénat et au sud les membres de la famille impériale accompagnés de prêtres et de magistrats de rang supérieur, contourneraient l'édifice et assisteraient au sacrifice. Les personnalités sont « figées dans des gestes conventionnels ».
La scène figurée est selon Kähler le cortège du 4 juillet 13 av. J.-C., car figure parmi les personnalités représentées Agrippa qui meurt avant l'achèvement de l'autel, en mars 12 av. J.-C.. L'inauguration a eu lieu le 30 janvier 9 av. J.-C. et le relief serait une représentation symbolique de la procession de 13 av. J.-C. et contredirait la théorie du réalisme dans le relief romain. Turcan penche vers une représentation du début des travaux en 13 ou en janvier 12, le même évoquant « un irréalisme romain, commandé par l'idéologie ou l'allégorie politique ».

#### Petite procession

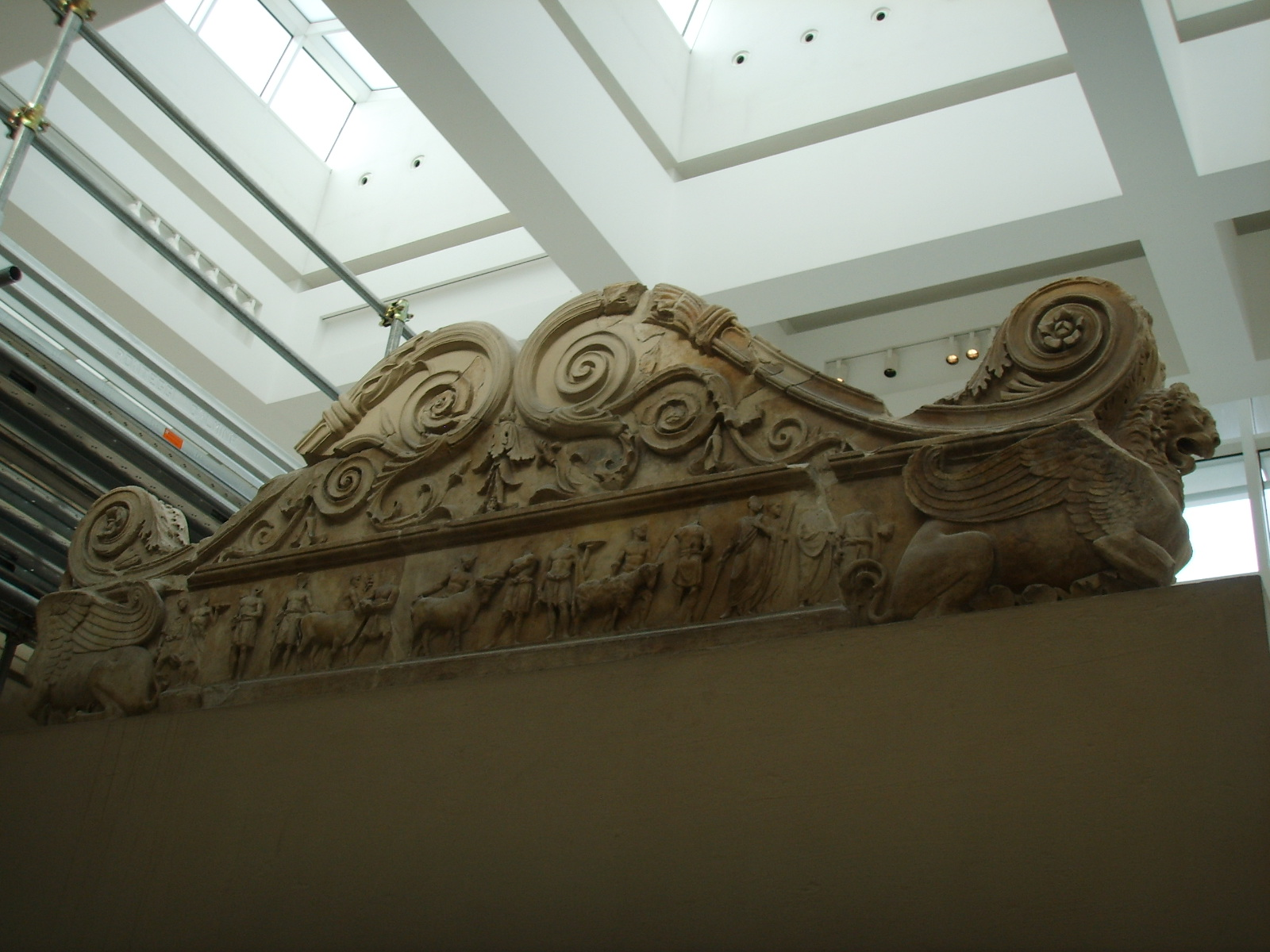
Procession des victimes du sacrifice

La petite procession est une frise étroite qui fait le tour entier de l'autel, sur trois registres. La partie de gauche est très bien conservée, mais seulement quelques fragments demeurent sur la petite droite de la frise. Il y a une procession des vestales sur face extérieure de l'autel, vestales précédées par des hérauts. Sur l'autre face de l'autel, on trouve une procession des victimes : bélier, bœuf, génisse, le sacrifice est figuré sous une forme idéalisée.
Des personnages féminins sont sans doute des personnifications de vertus de la Paix, pietas, clementia, iustitia, concordia et aequitas, et des allégories des provinces.
Dans la partie inférieure, les six personnages féminins sont sans doute des vestales ayant chacune la tête enveloppée. Elles sont entourées par des licteurs et par une autre partie du personnel des temples de la Rome antique, les apparitores. Plusieurs des vestales portent les instruments nécessaires aux sacrifices. De nombreuses têtes de cette procession ne sont pas d'origine : elles ont été remplacées à la suite de dommages subis pendant l'Antiquité. La scène est destinée à rappeler le sacrifice qui devait se tenir sur les lieux tous les ans.
Dans la partie supérieure, un cortège d'animaux sacrificiels est guidé par des prêtres et deux licteurs, et avec à sa tête une personne jeune. Parmi les animaux, un mouton marche en tête. Il faut probablement y voir ici un sacrifice préliminaire en l'honneur du dieu Janus. Le mouton est suivi par des vaches et de jeunes hommes habillés avec des tuniques courtes. De la fin du cortège, seul un fragment représentant un jeune homme a été préservé. Il semblait regarder derrière lui le cortège qui défilait, mais cette partie de la procession est manquante aujourd'hui.

#### Grande procession

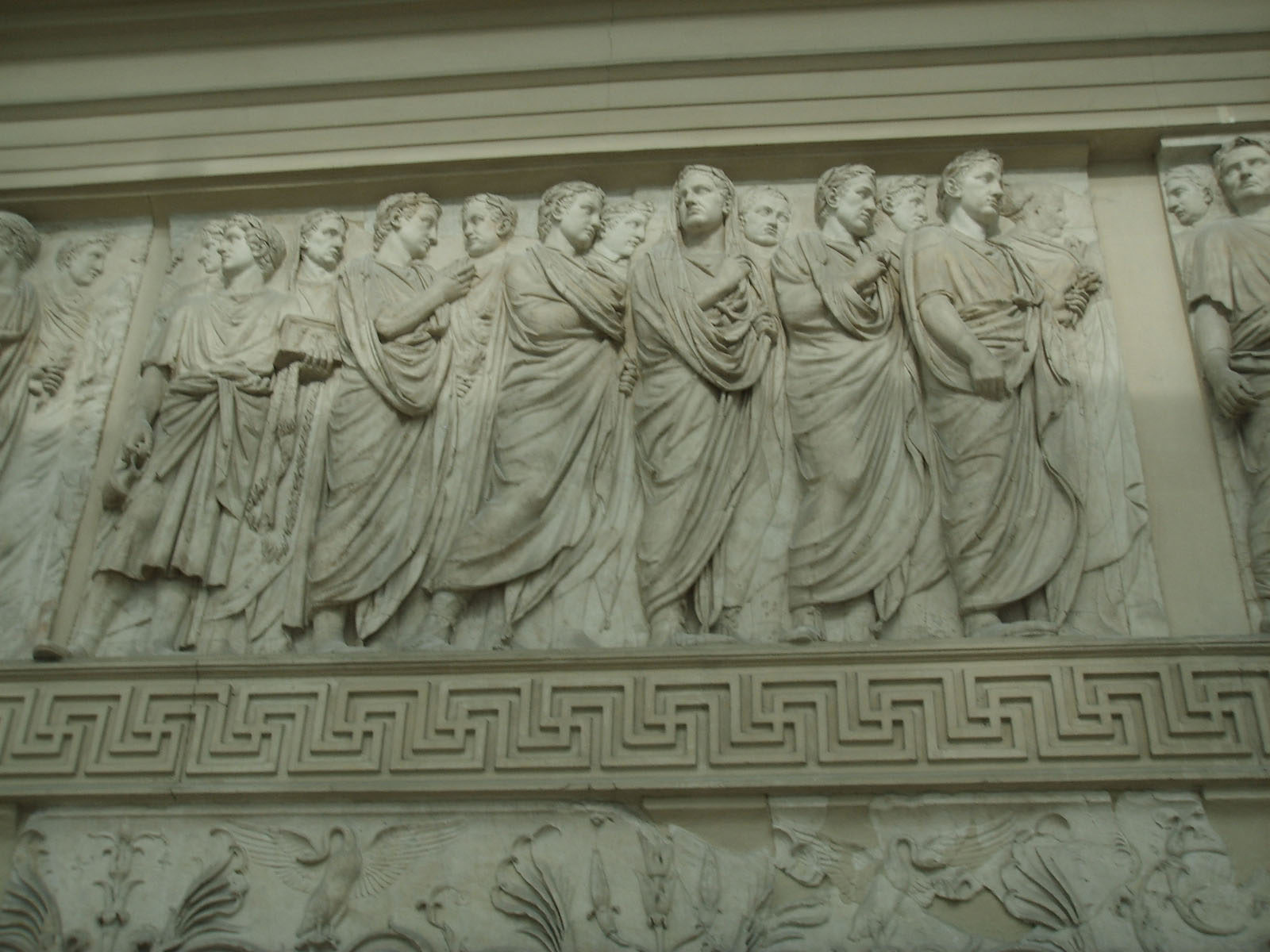
Frise, côté est

Deux cortèges, « très protocolaires », sont présents sur l'autel, l'un essentiellement composé de sénateurs et l'autre composé de membres de la famille impériale, illustration du « dualisme du pouvoir romain ».
Dans la procession se trouvent mêlés « les aspects officiels de la religion grâce aux prêtres et une référence plus directe au pouvoir impérial à travers la famille d'Auguste ».

##### Composition
Contrairement à la petite procession, la procession située sur les longs murs semble avoir une direction : elle va vers l'entrée. Les figures sont disposées sur deux plans. Le premier-plan est composé de personnalités importantes sculptées en haut-relief. Le second-plan est réalisé en bas-relief, « une taille très peu profonde ». Toutefois, il est possible à certains points de discerner un troisième plan comme dans la zone proche d'Auguste et de Livie. Quiconque contemplait les frises du bas de l'édifice pouvait voir « un effet de foule mouvante ».
La procession de gauche ne suit pas celle de droite. En effet, les deux processions représentent la division du cortège au niveau de la Via Flaminia lorsqu'elles longent le bâtiment avant d'atteindre l'entrée principale. La frise du Parthénon semble avoir servi de modèle pour la réalisation du relief de cette partie du monument à la fois pour la position des personnages et l'idée du cortège. Cependant l'objectif n'est pas d'honorer la divinité poliade mais le chef de la cité, ce qui est « un déplacement radical des valeurs ».
La procession présenterait de façon réaliste des membres de la famille impériale mais toutes les personnes sont représentées « sublimées ». Le début de procession sur le côté droit est perdu. La présence des enfants et les différentes positions des membres permettent une rupture de la monotonie.

##### Côté nord, le cortège de magistrats

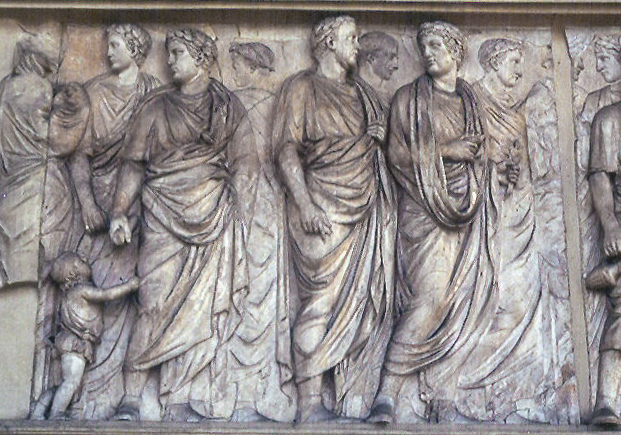
Représentation d'une procession, face nord

Sur le côté nord, entre le panneau de Mars et celui de Rome, et dans un mouvement orienté vers la porte de l'ouest, on trouve un cortège des magistrats, de dignitaires et du peuple, descendants de Romulus. Sont représentés également divers prêtres, personnels sacerdotaux, camilli et enfants de chœur, ainsi que certains membres de la famille impériale.
La conservation est moindre que sur l'autre face, car les têtes des personnages ont été refaites. Se trouverait sur cette face Julie et à proximité un jeune enfant, Lucius César selon Simon mais Caïus César selon Kiss, du fait de l'âge de ce dernier en 13 av. J.-C., 7 ans (tandis que Lucius était âgé de quatre ans). La position de Julie si loin dans la procession pose problème, et « toute l'interprétation de ce groupe reste fort hypothétique, d'autant plus que les têtes des personnages suivants sont de nouveau disparues ».
La formule républicaine SPQR est perpétuée « pour attester l'apparente survivance des anciennes institutions ». Les têtes des magistrats ont fait l'objet d'importantes restaurations.

##### Côté sud, le cortège de la famille impériale
| Arbre généalogique des Julio-Claudiens C. Julius Caesar II Marcie Sylla Dict Aurelia Cotta C. Julius Caesar III S. Julius Caesar III Cos I Julia Caesaris Caius Marius Cos VII Cornelia Sylla Julia Caesaris M. Atius Balbus Caius Marius Cos I Cinna Cos IV Calpurnia Pompeia Sulla Cornelia Cinna Jules César Dict. vie C. Octavius Atia Balba Caesonia L. Antonius Julia Caesaris Cos I P. Clodius Pulcher Pompée Cos III Julia Caesaris C. Claudius Marcellus Cos I Octavie la Jeune Marc Antoine Trv X • Cos II Fulvie Scribonia Auguste Trv X • Emp XLI Livie Ti. Claudius Nero Clodia Pulchra 1re ép. d'Auguste M. Claudius Marcellus M. Vipsanius Agrippa Cos III Julie l'Aînée Tibère Emp XXIII Vipsania Agrippina Drusus I Cos I Antonia la Jeune Antonia l'Aînée Drusus II Cos I Julia Livilla Tiberius Gemellus Agrippa Postumus Julia Vipsania Lucius Caesar Caius Caesar Cos I Agrippine l'Aînée Germanicus Cos II Claude Emp XIV Messaline Cæsonia Milonia Caligula Emp IV Julia Drusilla Drusus III Cos II Nero Caesar Julia Livilla Agrippine la Jeune Cn. Domitius Ahenobarbus Cos I Julia Drusilla Néron Emp XIV Claudia Octavia Britannicus |

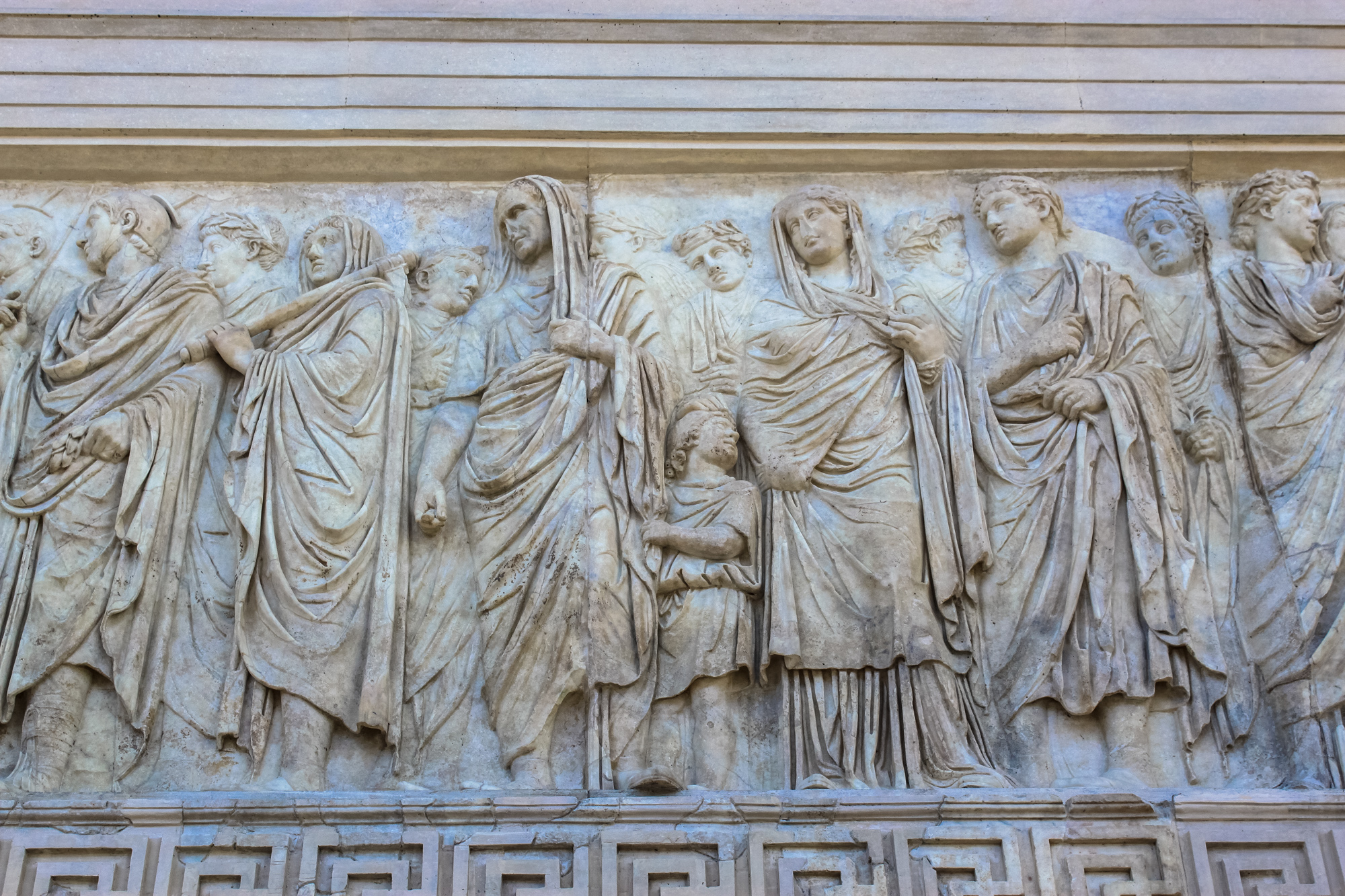
Mur sud de l'Ara Pacis, partie centrale de la frise.

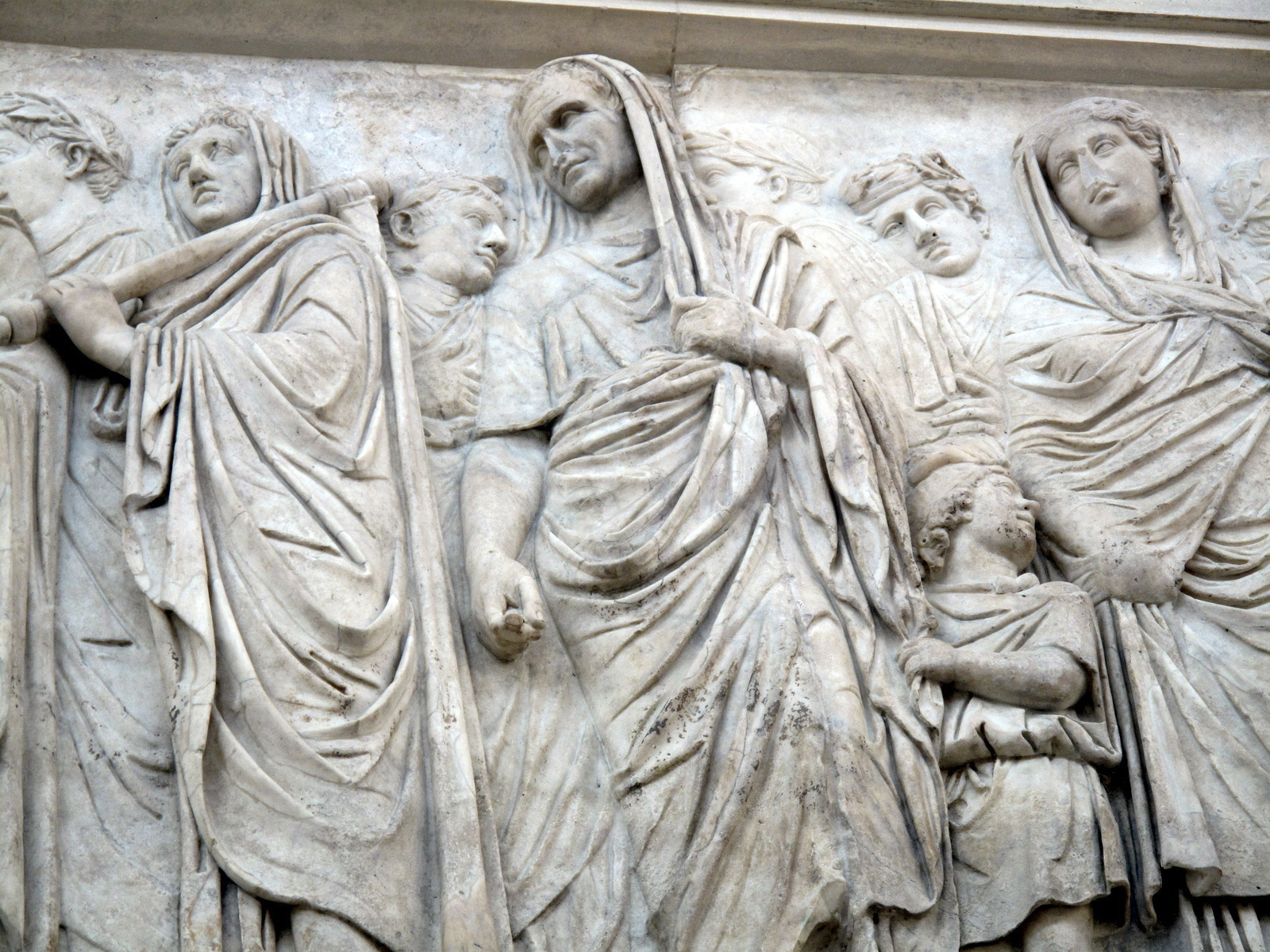
Détail avec Agrippa voilé et derrière lui Julia son épouse tandis qu'à l'arrière-plan, la main sur la tête de l'enfant, se tiendrait Livie. Un enfant tient le bord de sa toge, pourvu d'un bonnet et d'un torque, c'est selon Kiss un prince oriental protégé par la famille impériale.

Sur le côté sud, au-dessus d'un registre de fleurs et de fruits, on trouve une procession de prêtres, suivis de la famille impériale, dont Auguste. Les premiers éléments de la procession ont disparu, même si Charbonneaux énonce la découverte « d'importants fragments de la plaque où figurait Auguste » voilé et en tenue d'officiant et ses licteurs et d'augures ainsi que de flamines.
« L'identification des personnages continue de diviser les spécialistes », cependant les visages « sont assez fortement individualisés » et donc identifiables par les contemporains, même si des doutes subsistent pour nous. La famille d'Auguste, la gens Iulia, se disait descendante d'Énée et la représentation se situe entre le panneau de l'Italie et celui d'Énée.
La scène représentée est l'arrêt de la procession, moment durant lequel « la solennité est légèrement troublée par quelques paroles et quelques regards échangés ». La référence à la frise des Panathénées inscrit dans la durée l'événement représenté, la procession. Les spécialistes ont penché tantôt pour une vision objective de la cérémonie, tantôt pour une « présentation idéale de la dynastie et de ses problèmes de succession ».
La frise de la procession se divise en trois sections de largeur identique, partagées par les figurations d'Auguste et d'un personnage la tête voilée, vraisemblablement Agrippa, son successeur présomptif, toutefois mort avant l'inauguration de l'autel. La première section dans l'ordre de parcours du regard a des parties manquantes : elle représente les douze licteurs qui précèdent Auguste, « partout et toujours ». L'empereur, duquel manque une partie du corps, porte une couronne de chêne et tend la main droite, geste interprété comme la prise de grains d'encens qu'il va ensuite brûler devant l'autel. La section centrale regroupe les prêtres qui suivent Auguste, dont les quatre flamines des cultes de Jupiter, Mars, Quirinus et du Divin Jules, reconnaissables à leur bonnet à pointe, et suivis du flaminius lictor, porteur de la hache rituelle. Agrippa, la tête couverte d'un pan de sa toge, tient la place du pontifex maximus : il est suivi de la famille impériale dans le dernier tiers de la frise, suite de personnages esquissés en quelques traits. Seraient représentés selon Charbonneaux : Livie, épouse d'Auguste, Tibère, fils de Livie et beau-fils d'Auguste, Julie, le seul enfant d'Auguste, épouse d'Agrippa et accompagnée de leur fils Lucius Caesar, Drusus, l'autre fils de Livie, avec son épouse Antonia Minor, nièce d'Auguste, et leurs enfants Germanicus et Livilla. Cependant l'identification n'est pas assurée. Certains ne situent qu'une femme derrière Agrippa (Julie et non Julie et Livie) et identifient les deux Antonia à leur suite,. L'enfant qui suit Agrippa pourrait être son autre fils Caius Caesar, ou, selon Kiss, un jeune prince oriental.
Kiss considère que derrière le groupe constitué par Agrippa, Julie et Livie se trouvent Tibère, « second au trône après Agrippa » et Antonia Minor. Derrière Antonia Minor on trouverait Drusus en habits militaires à cause de ses faits d'armes en Rhétie. Antonia Minor tient par la main Germanicus, porteur de la bulle autour du cou et âgé de deux ans, et se tourne vers Drusus. Derrière on trouve Antonia Major avec la main sur l'épaule d'un jeune garçon, son fils, Cnaeus Domitius Ahenobarbus, « futur père de Néron » (à moins que ce ne soit son frère aîné Lucius Domitius Ahenobarbus, selon une autre hypothèse) et Domitia, âgée de 9 ans. Derrière Antonia se tient le père des enfants, Lucius Domitius Ahenobarbus, devant lequel se trouve un vieillard interprété sans raisons comme Mécène.

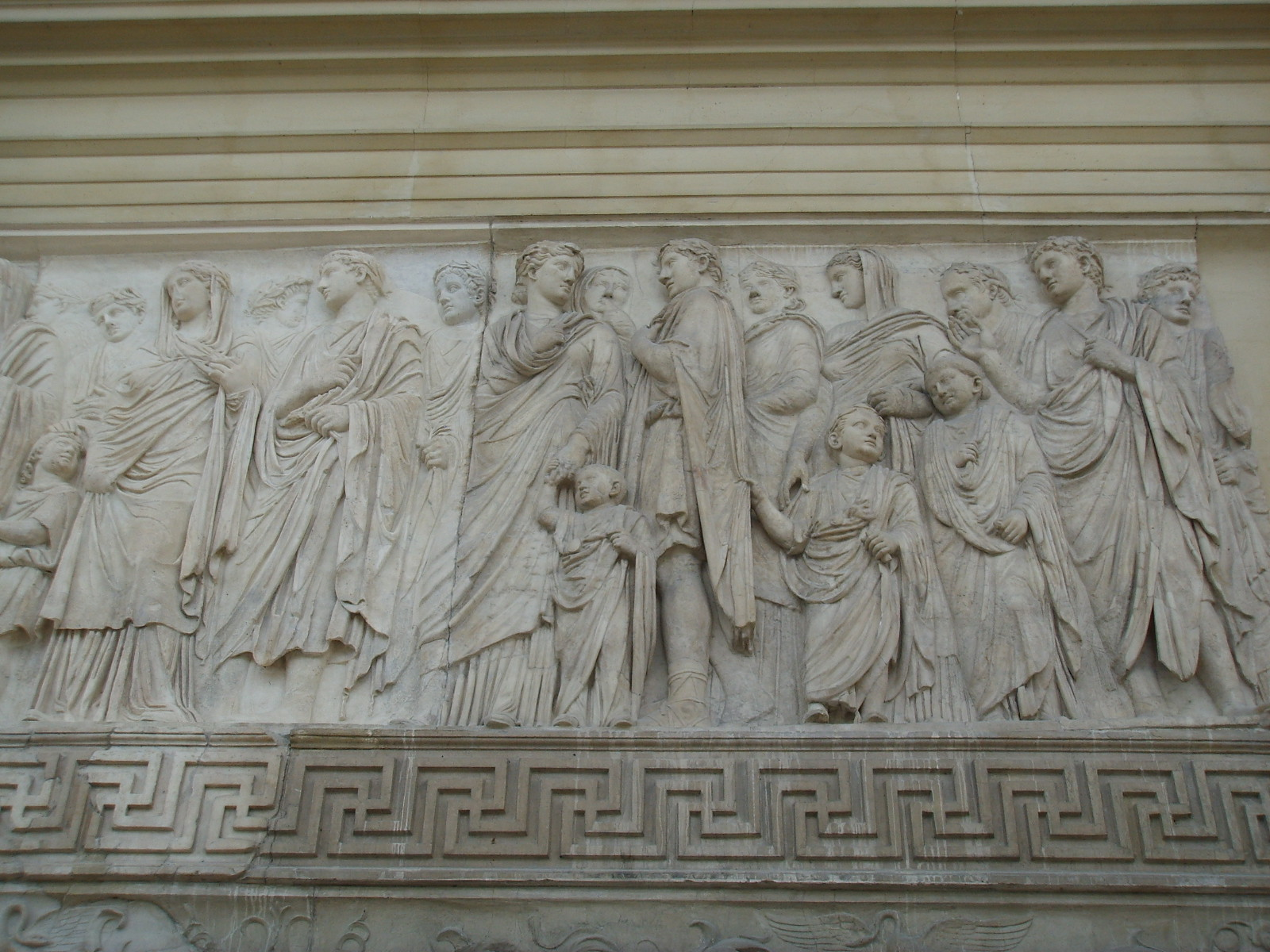
Le cortège impérial, H 1.60 m

Antonia semble prête à parler avec son époux, et une femme, à l'arrière-plan, met son doigt devant les lèvres pour lui interdire de parler. Les enfants Lucius et Gaius « incarnaient pour l'empereur l'avenir et tous ses espoirs dynastiques ». Les enfants rappellent aussi les lois sociales d'Auguste, qui souhaitaient encourager la natalité et pénalisaient les célibataires hommes et femmes.
Le visage d'Auguste, dont le profil est mutilé, est ressemblant, même si cette ressemblance a subi une stylisation qui « gomm[ait] les traces de fatigue et de vieillissement », car ce que l'artiste devait représenter est le Genius de l'empereur. Sur le visage d'Auguste devait se lire la « rencontre de l'éphémère et de l'éternel ». De même les représentations des regards et la représentation des membres de la famille rapidement disparus, comme Agrippa, évoquent « la précarité des destins individuels et les espérances de la dynastie ».

## Interprétation

### Œuvre d'inspiration éclectique mais authentiquement romaine

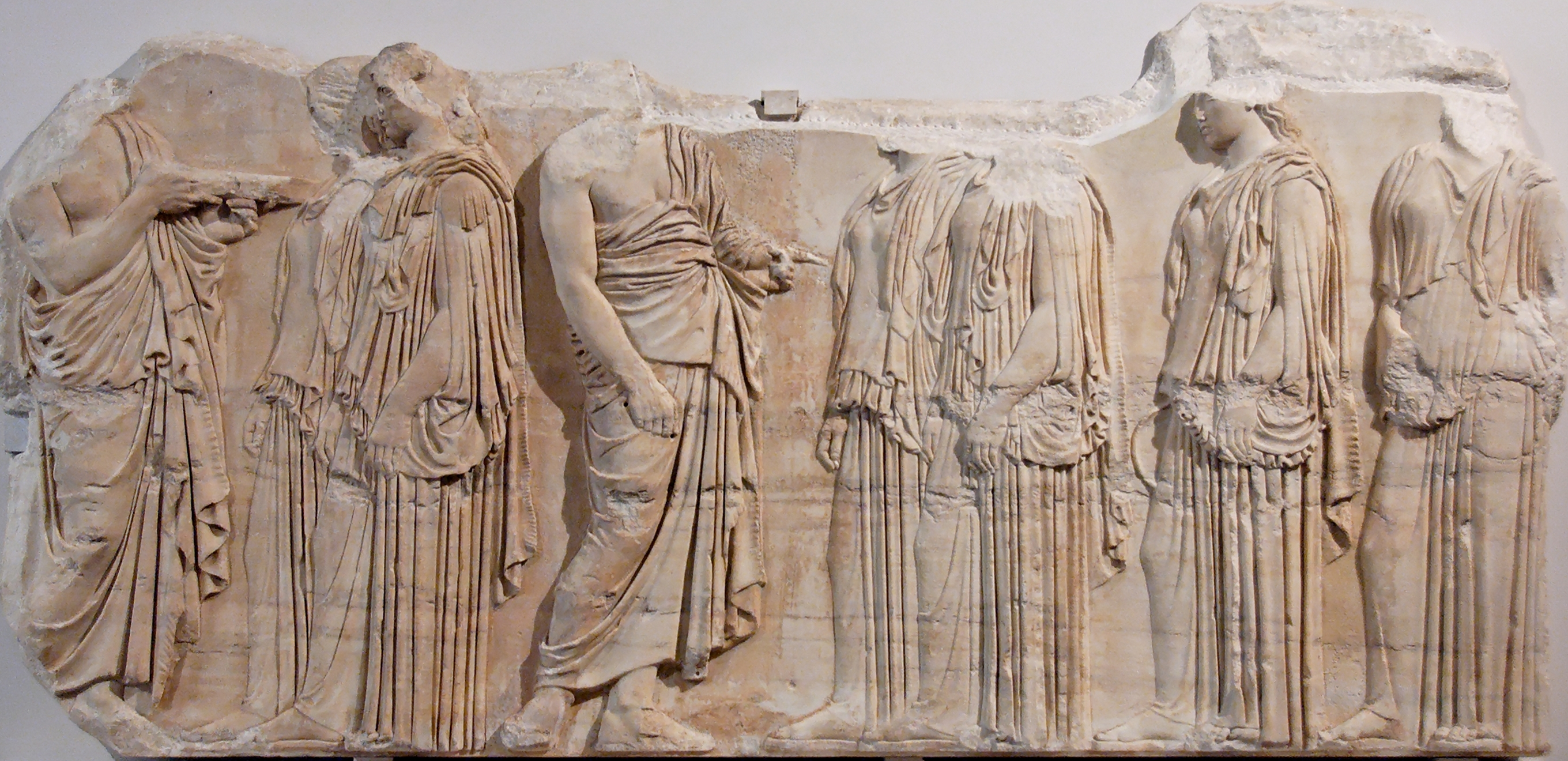
Fragment de la frise est du Parthénon dit des Ergastines, marbre pentélique, 445-435 av. J.-C., Musée du Louvre.

Le programme iconographique, avec « l'union de sujets mythiques et de sujets historiques » possède des analogies avec l'autel de Domitius Ahenobarbus. Il est aussi d'une « grande complexité et offre (...) différents niveaux de signification ».
L'œuvre, bien qu'elle soit qualifiée de « monument typiquement romain » par Charbonneaux (notamment par sa conception et le goût qui s'y exprime selon Bianchi Bandinelli), présente des éléments d'influences diverses assemblées en une « savante harmonie » : art classique (grandes frises qui rappellent la frise des Panathénées), art hellénistique (rinceaux, panneaux du Lupercal et d'Énée), éléments de tradition romaine selon Coarelli (petite frise) voire italique selon Bianchi Bandinelli. Turcan considère également un caractère mixte, avec un décor de base grec mais des personnages représentés authentiquement romains.
L'autel est selon Barral i Altet un symptôme du goût néo-attique qui passe d'un intérêt des élites à « une orientation officielle de l'art romain », qui abandonne l'éclectisme développé durant la période de confusion et de danger précédente et développe « un accent nouveau imprégné d'atmosphère grecque ». La juxtaposition de frises historiées et végétales et la juxtaposition de frises et de panneaux sont inconnus dans le classicisme grec et cela « traduit le fonds italo-étrusque sur lequel s'élabore l'art nouveau dans la double revendication de la tradition des royaumes hellénistiques et de la République consulaire romaine ».
La procession des vestales et des victimes possède une « animation concrète et très romaine, d'un tout autre style que les grands panneaux ».
La forme de la construction, un autel inclus dans une enceinte, n'est pas nouvelle lors de la conception de l'autel de la paix, et était sans doute déjà présente en Italie.

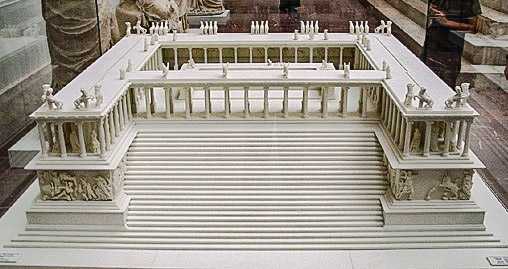
Maquette du Grand autel de Pergame, source d'inspiration pour l'Autel de la Paix

Charbonneaux pense que l'artiste était un Grec, plus précisément un artiste de l'école néo-attique du fait du respect de certains canons de cette école, ainsi l'isocéphalie. Des sculpteurs locaux ont pu aider à la réalisation de l'ouvrage,. Le motif de la frise végétale est selon Bianchi Bandinelli « typiquement pergaménien » mais répandu au IIe siècle av. J.-C. : cet emploi constitue le signe d'une « attitude rétrospective, conforme au classicisme » mêlée cependant d'un « héritage hellénistique ». Cependant Baratte constate que ni les végétaux ni les figures sculptées ne sont conformes à la tradition de la sculpture la cité asiatique. L'édifice rappelle cependant le Grand autel de Pergame tant par l'idée d'un autel monumental que par les décors de rinceaux. L'origine précise des sculpteurs grecs reste discutée : Pergame ou Athènes mais Baratte considère que le lien entre « perfection technique [et] une certaine froideur » est davantage inspiré par le classicisme athénien, en particulier par le traitement des draperies, la « taille peu profonde » et le traitement des paysages. Turcan évoque « l'équilibre harmonieux des figures, des volumes et des lignes » qui font de l'œuvre une composition classique et le classicisme est aussi présent « par son éclectisme, le pluralisme de ses références ou de ses inspirations esthétiques ». Les caractères des décors, végétaux et reliefs historiés, font dire à Barral i Altet que l'autel représente « l'art proprement romain et l'autonomie tout à fait définitive (...) par rapport aux modèles grecs ».
Le thème de chacun des panneaux possède une « portée symbolique (...) immédiatement compréhensible ».
Les reliefs de la frise sont gradués et l'ensemble est une « incontestable réussite » selon Charbonneaux même si les règles adoptées lui confèrent un aspect sévère. Dans l'autel une « harmonie (...) s'impose sans effets spectaculaires ».
Selon Charbonneaux « sur les deux frises des longs côtés le caractère romain du monument s'affirme en langage clair ». L'autel porte « l'image des actes et [des] acteurs romains du culte ancestral ».
De même « les symboles, les dieux et les mythes sont latins », dans une mise en scène du cortège teintée de réalisme, ce qui est une différence avec son illustre modèle, même si parmi les personnages représentés certains étaient déjà morts au moment de la cérémonie. De même, la mise en scène dénote « le sens romain de la structure sociale », avec un accent sur « la continuité de la vie par la diversité des âges ».
Le rituel représenté est authentiquement romain cependant l'autel ne figure ni Pax, ni Junon, à qui était destinée le sacrifice de la truie. Cependant privilégier la représentation du rituel est souvent le cas dans l'art romain selon Turcan. Sur la face de l'autel stricto sensu, « la nature même de l'animal à sacrifier correspond rigoureusement au destinataire », « l'auteur et le sujet de l'offrande comptent davantage [que ce dernier] » : le bélier est destiné à Janus, le bœuf à Jupiter et la génisse à Pax. « L'image même de la pietas (...) justifie la paix et ses félicités ».

### Œuvre de propagande, à finalité politique et religieuse

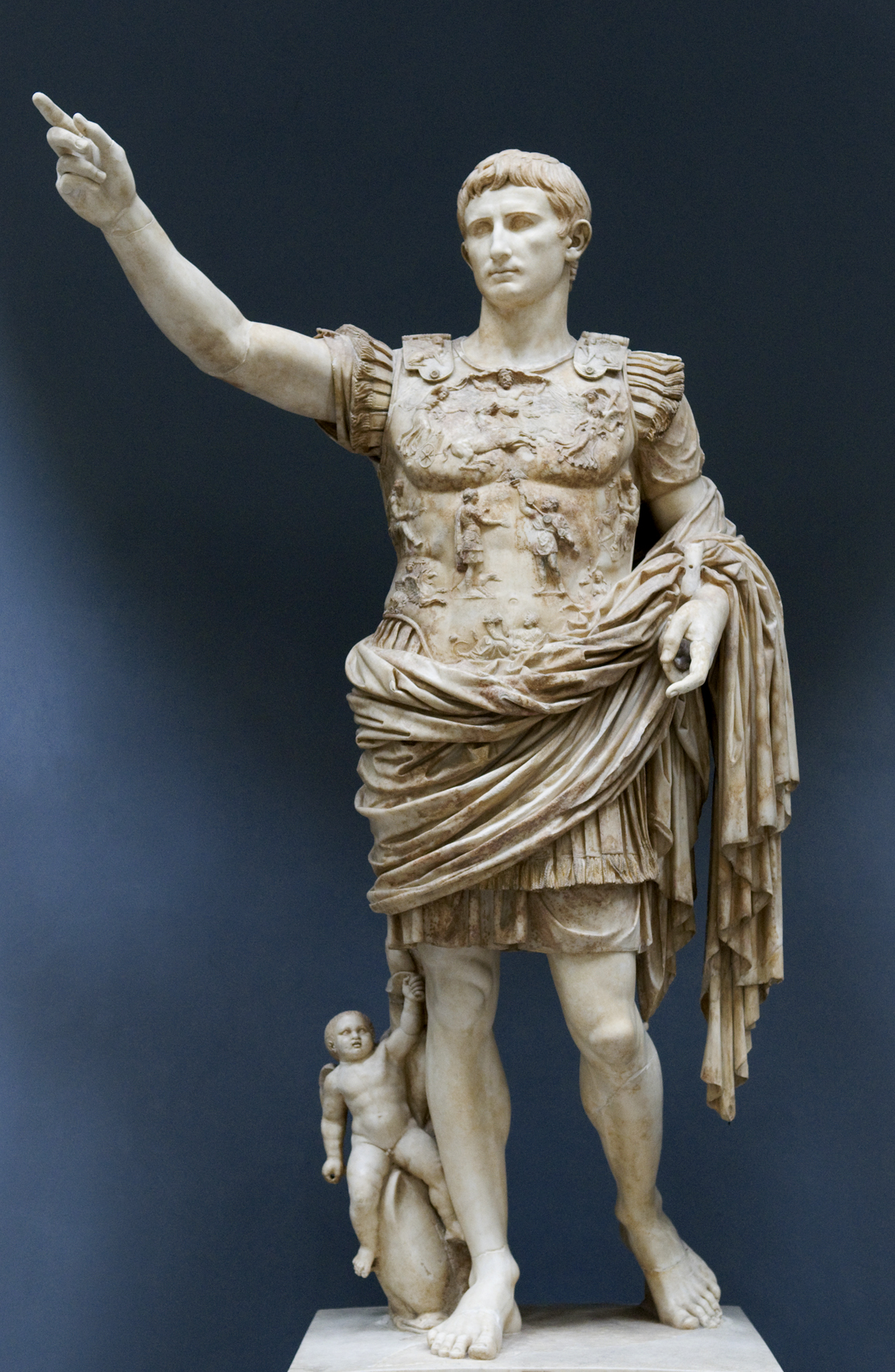
Statue dite Auguste de Prima Porta

Dans l'autel de la paix « le naturalisme hellénistique (...) se met ici au service d'un art officiel froidement conforme à un programme ».
Auguste innove en organisant un culte à la Paix divinisée, mais la Paix était déjà un thème du discours politique adressé aux Romains par la génération précédente : César justifiait la guerre de conquête pour assurer « calme en Italie, paix au sein des provinces et salut de l'Empire », Salluste priait César de « pourvoir à la sûreté de l'Italie et à celle des provinces », et pour Cicéron « la guerre doit être entreprise dans des conditions telles qu'on voie que c'est la paix et la paix seulement qui en est le but ». Octave Auguste reprend cette conception et en fait le programme d'un progrès garanti par la paix. La paix générale à l'intérieur est réalisée par la consolidation des frontières et doit apporter à tous les groupes socialement désavantagés, aux peuples soumis et aux vétérans démobilisés une vie améliorée. L'inauguration de l'autel de la Paix coïncide avec l'apparente sécurisation de l'Empire sur tous ses fronts : la soumission de l'Espagne est terminée en 20 av. J.-C., la paix est conclue avec les Parthes peu après, en 9 av. J.-C., les légions ont atteint l'Elbe et le Danube. La soumission de la Germanie est imminente, Auguste peut annoncer solennellement qu'il a rendu la paix au monde.
L'emplacement choisi sur le champ de Mars, à un mille romain hors de la limite sacrée du pomerium, est symbolique de la fin des activités guerrières et donc du retour à la paix : c'est là que les soldats revenus de la guerre procèdent aux rites de purification qui clôturent leur campagne militaire. Ils cessent d'être soumis à l'autorité militaire et redeviennent des citoyens à part entière. C'est là aussi que le magistrat romain revenant d'une expédition abandonne ses pouvoirs militaires (imperium militiae) et reprend possession de son autorité civile (imperium domi).
L'autel est une œuvre intégrée à un programme de propagande politique, dans laquelle « l'histoire de Rome et du monde est (...) reliée de façon providentielle au nom d'Auguste ». Le présent de l'Urbs avec le travail effectué par Auguste est relié à son passé (le mythe) et à son avenir (l'allégorie), c'est l'éternité de Rome qui est ainsi soulignée. Ainsi, « le spectateur se voit constamment rappeler la grandeur d'Auguste », l'autel est à la fois œuvre historique mais « il transmet [également] un message plus abstrait, proclamant la paix, la prospérité et les origines divines revendiquées par l'empereur ».
L'œuvre a comme finalité « une démonstration politique et religieuse, (...) une leçon de civisme » et l'ensemble du programme iconographique est porté par une volonté didactique. Bianchi Bandinelli évoque l'« insensible conformité au programme de tout art officiel », Barral i Altet évoque pour sa part « la grande unité d'inspiration et de réalisation (...) témoigne de l'existence d'un art aulique dans lequel s'affirme le pouvoir politique ».
La représentation des groupes « comme un ensemble homogène » (Charbonneaux) sur les frises porte également un sens, « la communauté familiale ou sociale (...) s'exprime par la cohésion du groupe ». L'œuvre exprime ainsi selon Charbonneaux une grande différence entre un monde grec davantage individualiste et un monde romain soucieux de hiérarchie, d'ordre et de classement. Cette volonté de mettre en scène la cohésion, l'unité du groupe passe par un gommage des côtés individuels des personnages, dont les traits des visages. Il faut noter que ce caractère est surtout valide pour le côté nord de l'autel, mieux conservé. Les personnages représentés sont d'âge divers, pour « montrer la continuité de la vie » mais avec une prédilection pour la jeunesse. L'autel conserve une « série de portraits bien datés de princes de la famille julio-claudienne ».

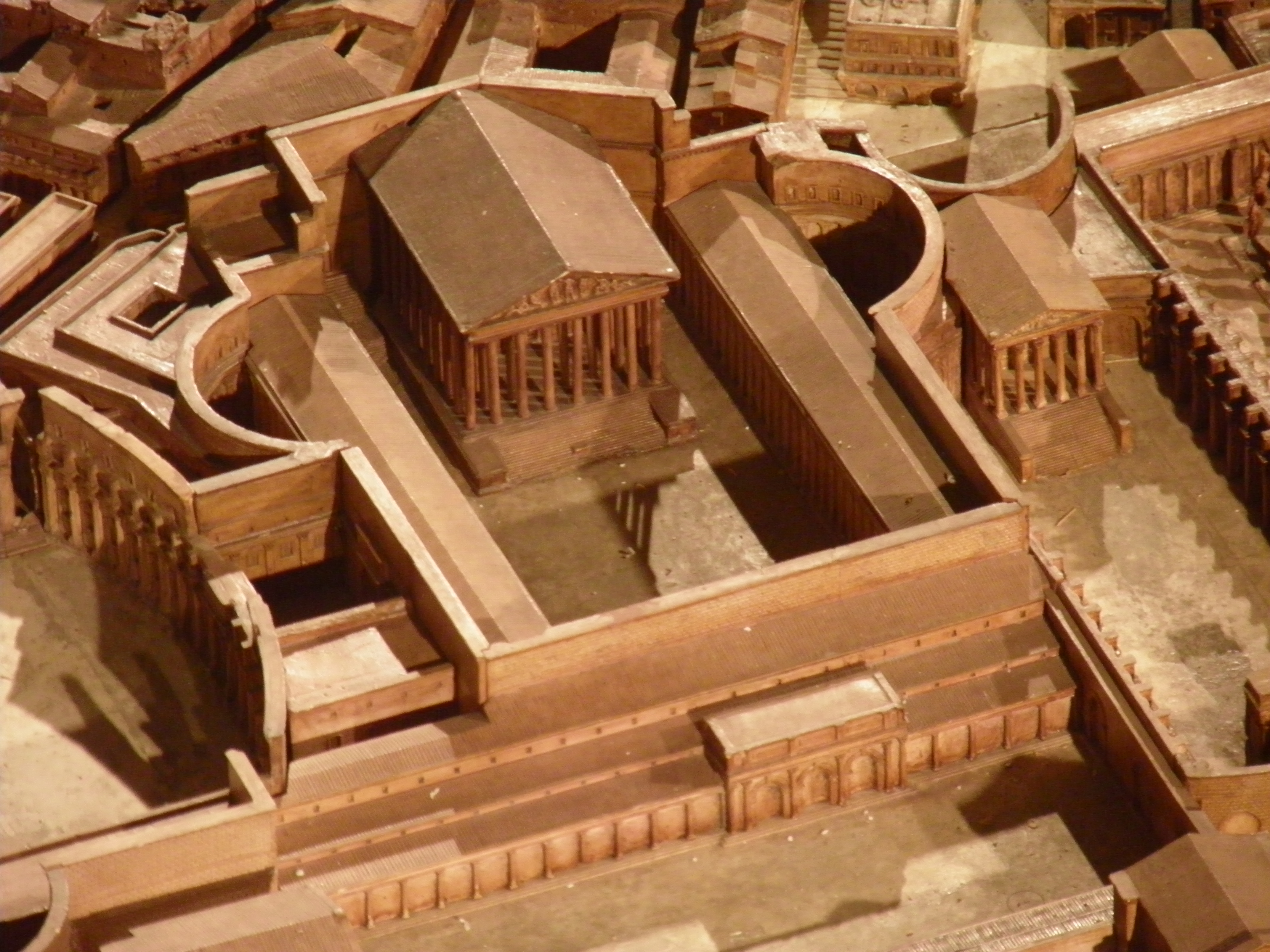
Représentation du forum d'Auguste avec les exèdres qui contenaient des œuvres à programme, détail du plan de Rome de Paul Bigot à l'université de Caen.

Les deux processions ne représentent pas seulement la cérémonie de fondation de l'autel mais aussi une scène mythique, avec la piété et la concorde des dirigeants. L'autel est donc « un puissant hymne à la paix », « pour la première fois dans l'histoire de l'art romain, la représentation d'un événement historique est située à un niveau supérieur, l'événement se trouvant interprété, ses fondements spirituels révélés ». Duret et Néraudau évoquent l'autel comme un « hymne amer et glorieux, (...) acte d'allégeance et de pietas envers le Prince et l'ordre du monde », Auguste renouvelle les gestes accomplis par Énée et Romulus et on est donc dans un monument qui témoigne de l'idéologie officielle. La même idéologie est présente dans le forum d'Auguste où des statues des deux ancêtres illustres de l'empereur étaient présentes dans les exèdres.

### Postérité discutée

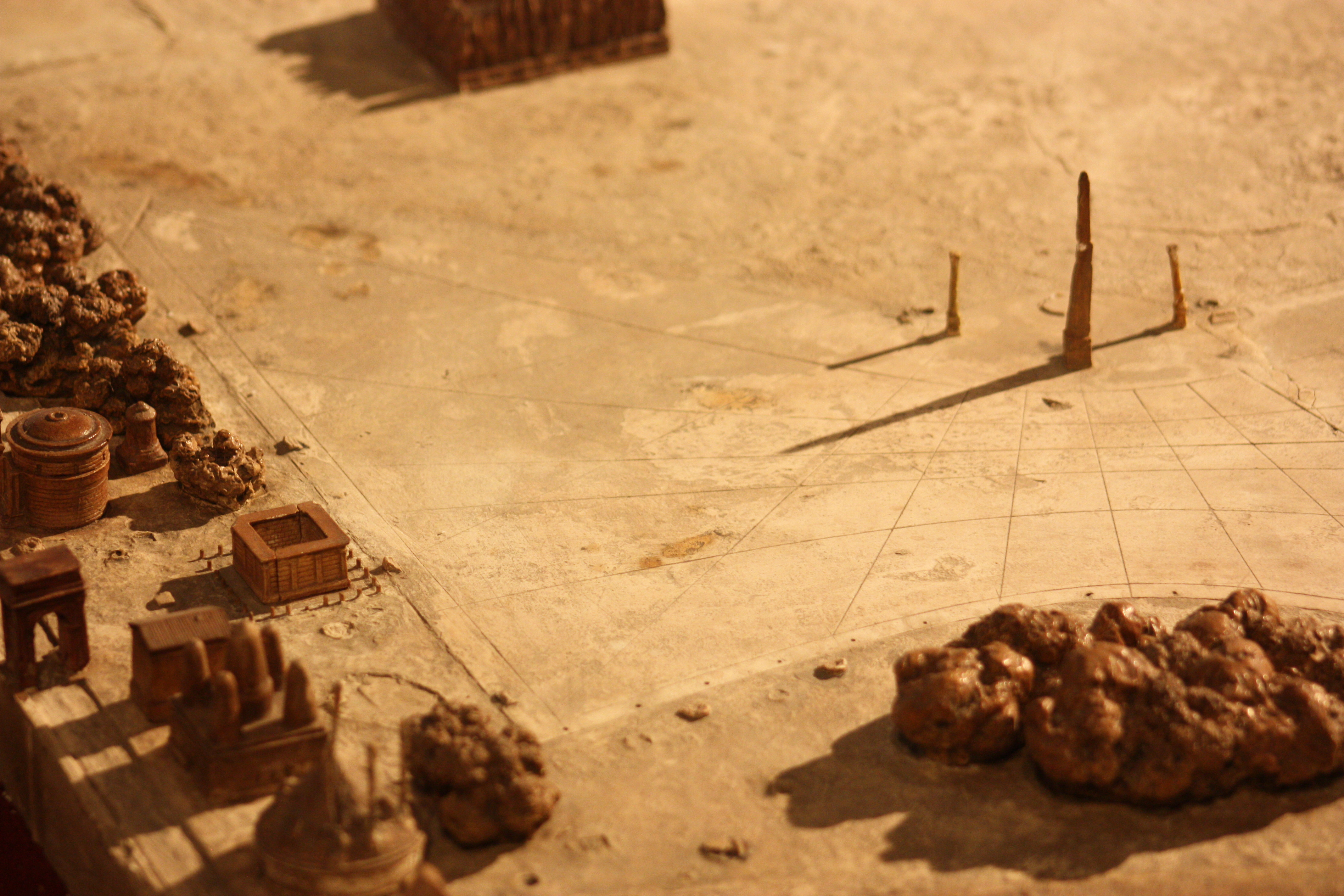
Horologium Augusti et Ara Pacis sur le plan de Rome de l'université de Caen. Le gnomon de lHorologium est orienté vers l'autel de la paix. La représentation, censée être celle de la Rome au IVe siècle, est largement anachronique dans l'Antiquité tardive du fait des perturbations liées aux inondations récurrentes dans la zone et aux constructions sur zone dès cette époque.

L'édifice, « considéré traditionnellement comme le chef-d’œuvre du classicisme augustéen » selon Robert Turcan, a été qualifié par Filippo Coarelli de « monument clé pour la connaissance de l'art public à l'époque augustéenne » et par Heinz Kähler de « création du siècle d'Auguste qui reflète le mieux la nature et les aspirations de cette époque ». Barral i Altet évoque l'autel comme « le monument qui résume le mieux le sens du sacré et l'expression du pouvoir et de son universalité au sein de l'idée impériale ». L'œuvre ne fait cependant pas l'unanimité, Ranuccio Bianchi Bandinelli considère que « ce n'est pas une grande œuvre d'art, ».
Quoi qu'il en soit, l'œuvre est un témoignage précieux du règne d'Auguste, premier empereur romain, et de l'atmosphère de son règne, « extrêmement typique de son temps » avec une « dignité un peu guindée [et] une solennité tempérée d'animation décente ». Ce témoignage est d'autant plus précieux que la plupart des reliefs datés de son règne ont disparu et que les reliefs figurés étaient réservés à l'époque à certains édifices commémoratifs et non aux temples, et donc étaient bien moins nombreux que dans le monde grec.
L'autel de la paix « introduisait à Rome le souvenir de la splendeur artistique des cours des royaumes hellénistiques » et Bianchi Bandinelli reconnaissait des qualités dans les œuvres de cette époque, « sans être pour autant une époque créatrice, rest[ait] un moment de haute qualité technique de l'artisanat antique ».

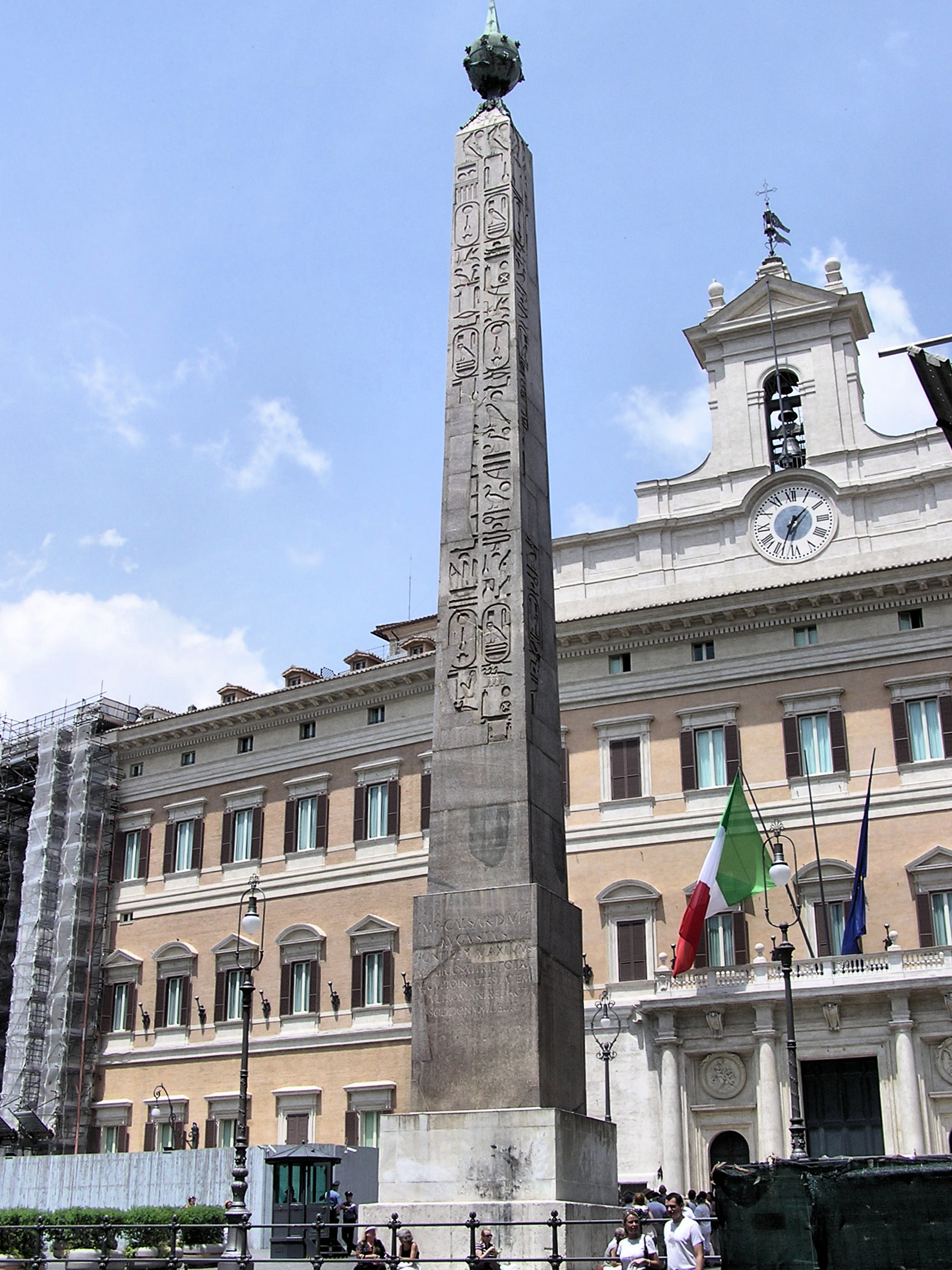
L'Obélisque du Montecitorio, ancien gnomon de lHorologium Augusti, à son emplacement actuel.

L' Ara Pacis avec sa frise a eu une grande postérité, à la nuance près que le cortège ne fut plus seul représenté mais aussi la scène sacrificielle, occultée dans l'autel augustéen. Cette postérité est posée pour un autel du règne de Claude et également un relief de sacrifice du Musée du Louvre figurant Tibère ou Caligula dans une scène de sacrifice en l'honneur des Lares et du Génie d'Auguste selon Charbonneaux. Duret et Néraudau considèrent pour leur part que « sa perfection la vouait à demeurer unique » et que les nombreux autels élevés en particulier voués aux Lares furent des imitations, de même dans les autres monuments officiels « on ne retrouvera jamais un accord aussi subtil entre les contradictions de la vie et exprimé avec une telle économie de moyens et une efficacité si profonde que celui de l'Ara Pacis ». Turcan évoque une inspiration possible de l'autel pour l'autel de Rome et d'Auguste du sanctuaire fédéral des Trois Gaules, qui possédait également un téménos mais avec un décor de guirlandes de chênes. Le même évoque à propos des reliefs « une création sans véritable précédent ni lendemain ».
Le monument « fonde idéologiquement et religieusement le culte impérial » et était le « pôle d'un ensemble symbolique » : l' Horologium Augusti était intimement lié à l'autel car la pointe, un obélisque, s'orientait vers l' Ara Pacis le jour anniversaire de la naissance du fondateur de l'Empire, le 23 septembre. Le complexe avait donc également comme objet d'« attirer (...) l'attention de tous sur les rapports [d'Auguste] avec les astres ».